# Rigas
Vous lisez un « article de qualité » labellisé en 2008.
Rigas (ou Rhigas), dit Rigas Vélestinlis (grec moderne : Ρήγας Βελεστινλής), voire Rigas Féréos (Ρήγας Φεραίος), né vers 1757 à Velestíno (Magnésie en Thessalie) et mort en juin 1798 à Belgrade, était un écrivain, lettré et patriote grec, figure majeure de la renaissance culturelle grecque.
Fils d'un commerçant aisé, il fit ses études à Zagora, puis, pour des raisons obscures, quitta la Thessalie pour Constantinople. Là, il poursuivit son éducation et entra au service des Phanariotes. En tant que secrétaire particulier, il accompagna l'un d'entre eux, Alexandre Ypsilántis, en Valachie, lorsque ce dernier régna dans cette principauté chrétienne vassale de l'Empire ottoman. Rigas y resta au service des élites roumaines après le départ d'Ypsilántis, puis du nouvel hospodar, Nikólaos Mavrogénis. Il partit pour Vienne en 1796. Influencé par les idées de la Révolution française, il multiplia les écrits politiques au service de la démocratie, de la liberté et de l'indépendance des populations balkaniques opprimées par les Ottomans, comme son Thourios ou sa Nouvelle constitution politique. Il est considéré comme un précurseur de la lutte d'indépendance de la Grèce. À cause de ses activités politiques, il fut arrêté en décembre 1797 à Trieste par les autorités autrichiennes puis livré aux Ottomans. Il périt étranglé à Belgrade dans la nuit du 24 au 25 juin 1798.
Il est le plus souvent appelé Rigas ou Rhigas, son prénom de baptême, courant dans sa région natale. Les noms de famille ne semblent pas y avoir été en usage. Il ajouta, comme c'était la tradition pour les lettrés de l'époque, « Vélestinlis », du nom de son village natal de Velestíno. Il signa tous ses écrits et actes, publics ou privés, soit Rigas (Rhigas), soit Rigas « Vélestinlis ». Quant au Féréos (ou Pheraíos), du nom de la ville antique de Phères, à l’emplacement de Velestíno, il a été utilisé par les savants grecs du XIXe siècle, défenseurs de la tradition antique et de la katharévousa, mais pas par Rigas lui-même.

## Biographie

### Premières années
Rigas est natif de Thessalie, une des régions les plus prospères de Grèce au milieu du XVIIIe siècle : une grande plaine agricole fertile et des villages avec une proto-industrie textile, principalement la coopérative textile d'Ambelákia qui produisait des fils blancs et rouges. La richesse de la région lui permit de créer et d'entretenir des écoles où enseignaient des lettrés renommés et patriotes. L'existence de ces écoles était garantie par les « cadeaux » faits aux gouverneurs ottomans mais aussi par la protection que leur assuraient les klephtes qui vivaient sur les flancs du mont Olympe,.

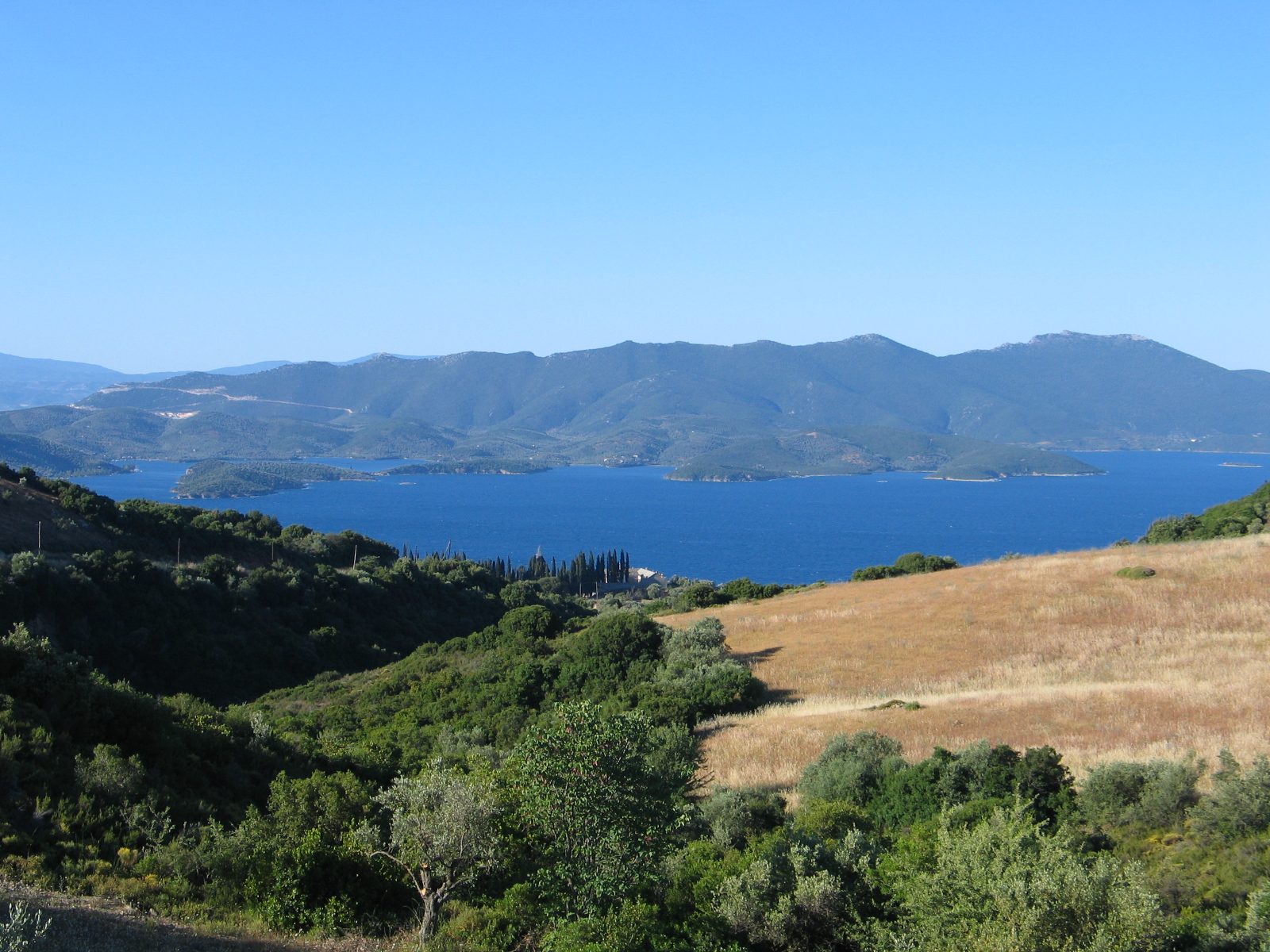
Le Pélion.

Rigas naquit probablement en 1757. Son père, commerçant aisé de Velestíno, s'appelait Kyriazis. Il avait au moins un frère : Constantinos, dit Kosta. La fortune paternelle permit à Rigas de faire des études. S'il alla à l'école primaire à Velestíno, il partit rapidement pour l'école très réputée de Zagora, dans le Pélion, où il étudia les auteurs classiques (la bibliothèque de Zagora nous est parvenue et elle est extrêmement riche). Il fréquenta aussi la bibliothèque d'Ambelákia. Il rencontra, lors de ses études, de nombreux savants et érudits réfugiés en Thessalie. En plus de la littérature classique, il s'initia aussi aux mathématiques,. Il a peut-être aussi appris des rudiments d'aroumain auprès des bergers valaques de sa région, ce qui facilita ensuite sa vie en Valachie (le roumain étant très proche de l'aroumain). Tout en continuant ses études, il aurait été instituteur du petit village de Kissos.
Rigas devint, après l'indépendance grecque, un héros national en Grèce, et une figure de l'humanisme républicain roumain. De nombreuses légendes se créèrent alors autour de sa mémoire, faisant de lui une sorte de Guillaume Tell en Grèce et de Voltaire en Roumanie. Une de ces légendes les plus populaires et les plus courantes raconte pourquoi il dut fuir la Thessalie : « un jour qu'il marchait près de sa ville natale, il aurait rencontré un Turc qui lui aurait ordonné, à coups de fouet, de le prendre sur son dos pour lui faire traverser la rivière. Rigas aurait obéi, mais, au milieu de celle-ci, il aurait jeté le Turc à l'eau et, après une longue lutte, il l'aurait noyé ». Une autre légende raconte qu'un dimanche matin, « les Turcs auraient envahi l'église de Velestíno lors de la messe. Ils se seraient emparés de tous les jeunes hommes pour les obliger à réaliser diverses corvées. Rigas aurait refusé, malgré les coups de fouet. Il aurait ensuite dû fuir la région ». Dans les deux cas, il aurait d'abord trouvé refuge auprès des klephtes de l'Olympe, puis au mont Athos avant de rejoindre Constantinople.
Ce qui est sûr, c'est qu'il quitta la Thessalie pour Constantinople à la fin de son adolescence. On sait aussi qu'il eut toujours des mots très durs pour les Turcs de Thessalie, maîtres des timars (domaines fonciers où Grecs et Valaques étaient durement corvéables). Il leur vouait une haine implacable, ce qui rend plausible un épisode tragique l'obligeant à partir. On sait aussi qu'il changea de nom définitivement lorsqu'il fut à Constantinople, adoptant le surnom de « Velestinlis », peut-être pour se cacher.

### Constantinople
Il dut arriver à Constantinople vers 1774 ; il aurait alors eu 17 ans. Là, la probable fortune de son père lui aurait servi, puisqu'il aurait disposé de lettres d'introduction auprès des Phanariotes, personnages importants de la ville. Certaines sources suggèrent même qu'il en aurait eu une pour l'ambassadeur de Russie. Il est certain qu'il entra au service d'Alexandre Ypsilántis, alors grand Drogman, probablement d'abord comme précepteur ou compagnon des enfants du prince phanariote puis comme secrétaire particulier.
Rigas continua son éducation à l'école grecque du Phanar. Il développa sa connaissance des langues, nécessaire à ceux qui désiraient faire carrière dans l'administration ottomane : le grec, le valaque, le turc mais aussi l'allemand et le français (la légende veut qu'il parlât et écrivît cette langue comme si elle était sa langue maternelle). Il aurait peut-être aussi appris l'italien, très proche du valaque. Auprès des Phanariotes, il s'initia à la politique internationale et aux subtilités de la diplomatie.
À la fin de 1774, Alexandre Ypsilántis fut nommé hospodar de Valachie. Cependant, Rigas ne l'y aurait pas rejoint immédiatement. Il serait resté à Constantinople auprès de Constantin Ypsilantis et de ses frères qui n'avaient pas encore fini leurs études et qui servaient aussi d'otages au Sultan afin que leur père reste un fidèle vassal en tant que prince de Valachie. Vers 1776, Constantin partit compléter ses études en Allemagne. Certaines sources supposent que Rigas aurait pu l'accompagner.

### Principautés danubiennes

#### Les Phanariotes hospodars des principautés danubiennes

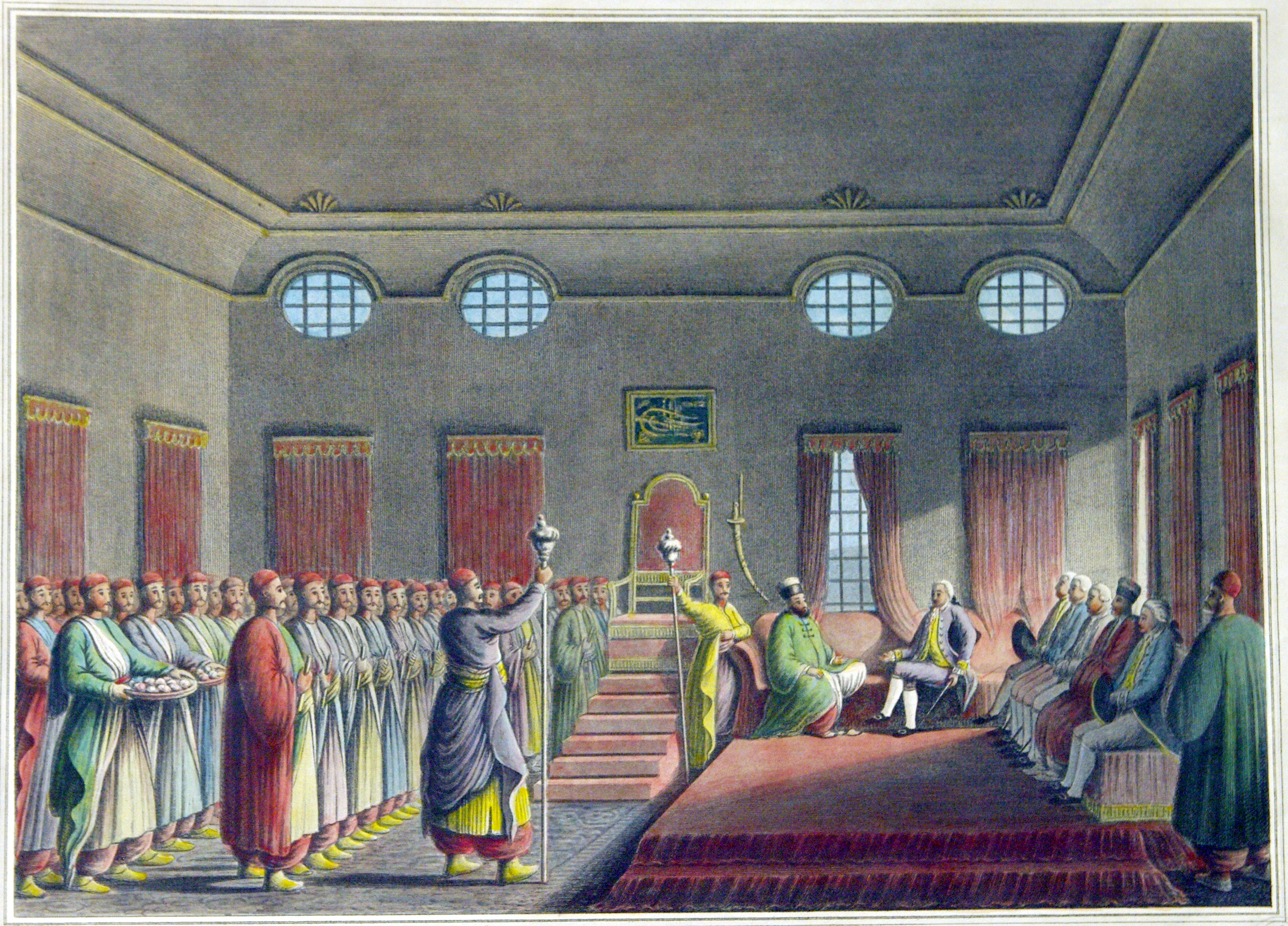
Le hospodar phanariote Alexandre Mourousi recevant l'ambassadeur britannique Robert Liston et sa suite auprès de son trône à Bucarest. Le prince est descendu de son trône pour se mettre à portée de son interlocuteur. Au-dessus du trône, le monogramme du sultan ottoman, suzerain de la Valachie. Bien qu'ils soient chrétiens, le hospodar et sa suite sont tous vêtus à l'orientale.

Les Phanariotes profitèrent de l'importance diplomatique et politique que leur conférait leur rôle de drogmans pour se faire attribuer des fonctions de plus en plus prestigieuses. Ils obtinrent ainsi les trônes des deux principautés roumaines de Moldavie et Valachie, où la monarchie était élective. Plusieurs représentants des familles phanariotes se succédèrent ainsi comme « hospodars » de l'une et/ou l'autre principauté entre 1711 et 1829. Leurs parents et amis les accompagnaient et se partageaient diverses fonctions gouvernementales. Certaines administrations furent corrompues et ne cherchèrent qu'à profiter de leur passage sur ces trônes pour s'enrichir. D'autres en revanche encouragèrent la renaissance culturelle roumaine en finançant des écoles, des hôpitaux, des universités, des bourses pour les élèves modestes et des imprimeries pour faire circuler les livres scientifiques, historiques ou philosophiques, et en profitant de l'autonomie de ces états chrétiens dont l'aristocratie de boyards était très attirée par l'Occident, pour diffuser la philosophie des Lumières, comme d'autres despotes éclairés du XVIIIe siècle ailleurs en Europe. Il y en eut qui y promulguèrent des constitutions et y abolirent le servage, presque cent ans avant l'Empire russe. Les Phanariotes reçurent le soutien des marchands grecs de l'Empire ottoman. Boyards roumains et phanariotes grecs tenaient tous à avoir des nourrices, gouvernantes, majordomes et précepteurs français, et les villes roumaines, notamment Bucarest et Jassy, devinrent des centres de culture roumaine, hellénique mais aussi occidentale, tandis que le grec ainsi que le français furent les langues de communication des élites grecques et roumaines.

#### Rigas en Valachie

##### Au service d'Alexandre Ypsilántis

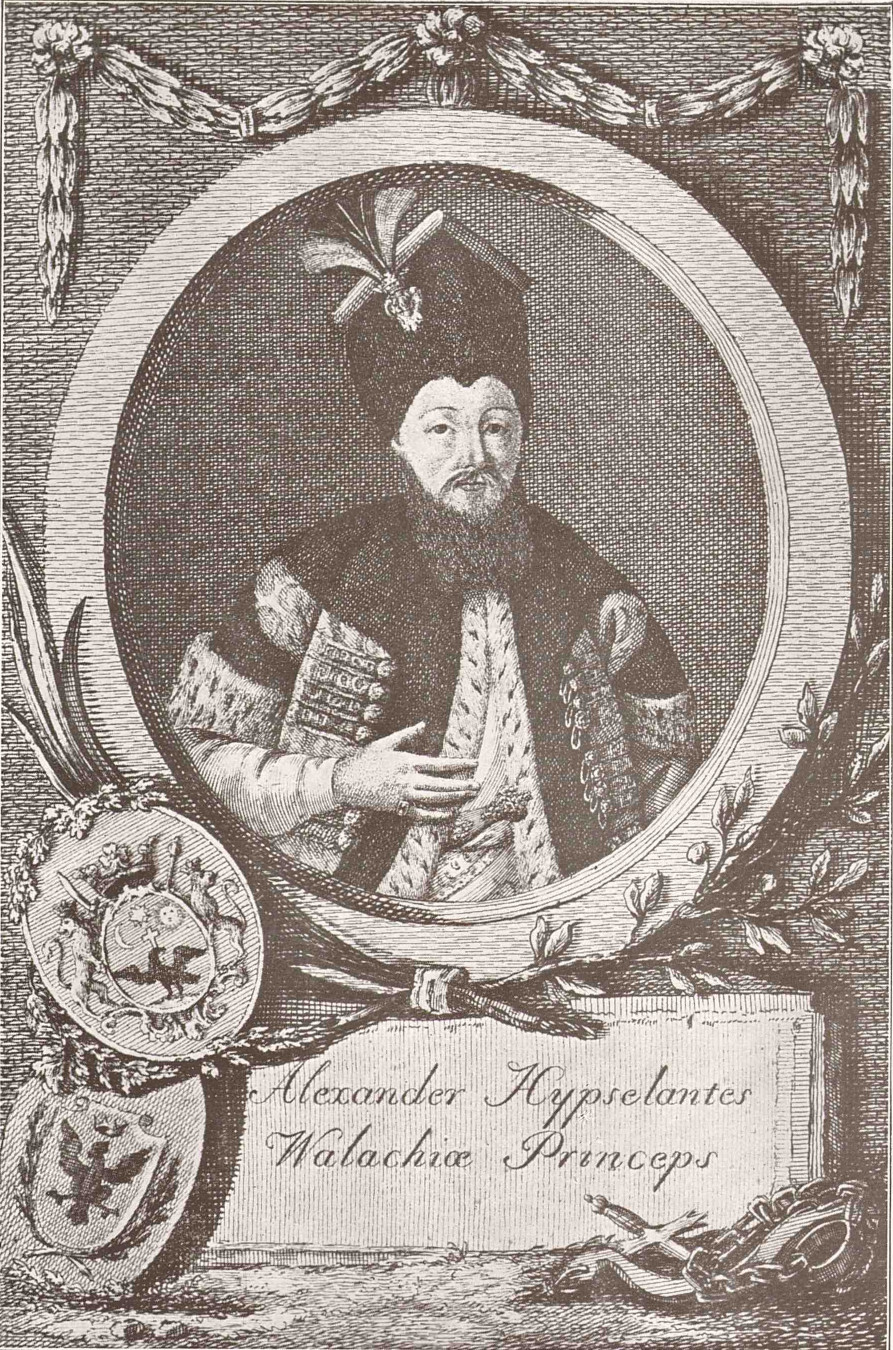
Alexandre Ypsilántis, hospodar de Valachie.

La présence de Rigas en Valachie est attestée à partir de 1780. Les sources le placent, cette année-là, à Bucarest comme secrétaire particulier d'Alexandre Ypsilántis. Sa connaissance de l'aroumain ne pouvait que lui faciliter la compréhension du roumain (comme on le faisait au XVIIIe siècle, son biographe Daskalakis appelle « valaque » ces deux langues fort proches) : un atout pour cette fonction, qui lui permit aussi de se lier d'amitié avec les boyards roumains.
Rigas fréquenta durant son séjour à Bucarest l'érudit et juriste phanariote Démétrios Cantartzis qui lui permit de compléter sa culture classique et sa connaissance du français. Il lui apprit aussi l'arabe. Cantartzis était un ardent défenseur de la langue populaire grecque, dont Rigas embrassa plus tard la cause.
Dans son ouvrage consacré à Rigas en 1824, l'historien grec Nicolopoulo suppose que Rigas se serait alors engagé dans le commerce afin d'acquérir les moyens d'une existence indépendante. Cependant, cette affirmation est contredite par tous les autres biographes. Il semble que Rigas a été membre de la franc-maçonnerie valaque, créant en 1780 une loge : la Fraternité des Amis (Frăția Prietenilor / Αδελϕία φιλάιων) ayant pour devise « Vive l'Amour de la Patrie », mais ce fait, évoqué par Beresniak, Dascalakis, Stoica et Xenopol n'est corroboré par aucune source primaire, les archives de la franc-maçonnerie roumaine ayant été emportées à Moscou par le NKVD en 1948 et n'ayant jamais été restituées.
En 1785, l'organisation révolutionnaire secrète créée par les fils d'Alexandre Ypsilántis, principalement Constantin, fut dénoncée au pouvoir ottoman. Les fils s'enfuirent en Transylvanie autrichienne : leur père dut abdiquer et rentra à Constantinople plaider sa cause, en arguant qu'il ignorait les projets de ses fils. On ne sait la part que prit Rigas dans cette organisation, mais seulement qu'il était proche de Constantin Ypsilántis. Il était peut-être au courant, il y participa peut-être, mais en ce cas de façon mineure. Il ne suivit ni Constantin en Transylvanie, ni Alexandre à Constantinople, mais resta en Valachie. Il n'est pas certain qu'il soit entré au service des deux hospodars successeurs d'Alexandre Ypsilántis. Il aurait alors exercé la fonction de secrétaire particulier d'un boyard de Valachie, dont le nom ne nous est pas parvenu. Il aurait ainsi pu poursuivre son éducation intellectuelle et littéraire.
On pense que, lorsqu'Alexandre Ypsilántis dut s'enfuir de Constantinople en Moravie autrichienne vers 1786, à la suite de la découverte de sa correspondance secrète avec Catherine II de Russie et Joseph II d'Autriche, Rigas aurait pu l'accompagner, ou seulement lui rendre visite. Ce séjour lui aurait permis de développer sa connaissance de l'allemand. Il était reproché à Ypsilántis son projet d'émancipation de tous les peuples des Balkans, à réunir ensuite en une « République associative » multinationale (Εταιρική δημοκρατία), à dominante hellénique et en tout cas inspirée par l'hellénisme. Rigas mit aussi plus tard sur pied un projet de ce genre. Ypsilántis, lui, envisageait de créer une monarchie avec à sa tête un des fils de Catherine II. À peu près au même moment, l'hospodar de Moldavie, un autre phanariote, Alexandre Mavrocordato, dut s'enfuir en Russie à cause d'une conspiration qu'il avait organisée contre l'Empire ottoman. Il aurait lui aussi mis sur pied une organisation secrète en vue du soulèvement des chrétiens des Balkans. De son exil russe, il continua d'œuvrer pour la cause hétairiste (Εταιρία peut se traduire par « société » ou « association ») et grecque en publiant des ouvrages patriotiques et en créant des loges maçonniques et révolutionnaires. Ses écrits et projets ont été étudiés par Rigas lorsque, à son tour, il chercha à libérer les Balkans et la Grèce de l'absolutisme ottoman. De plus, Alexandre Mavrocordato était le protecteur et le bailleur de fonds de l'érudit grec Georges Vendotis qui avait créé, à Vienne, une imprimerie pour éditer les textes grecs classiques et un dictionnaire franco-italo-grec. Vendotis et Rigas étaient très proches et collaboraient.

##### Au service de Nikólaos Mavrogénis

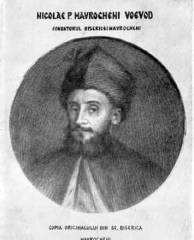
Nikólaos Mavrogénis

En 1786, un nouvel hospodar fut nommé par la Porte : Nikólaos Mavrogénis. Il ne faisait pas partie des Phanariotes, qui le considéraient comme un parvenu. Ses succès contre la révolution d'Orloff et la protection d'Hassan, le capitan pacha devenu grand vizir, lui permirent de devenir souverain de Valachie. Sa fidélité comme vassal de l'Empire ottoman et ses victoires militaires dans la guerre contre l'Autriche dès 1786 lui valurent de devenir aussi hospodar de Moldavie, avec des pouvoirs augmentés (il pouvait se passer de l'aval du Sfat, ou sénat, des boyards locaux, qui perdit son droit de véto). L'année suivante, dans la guerre russo-turque, il se distingua à nouveau à la tête des forces moldaves et valaques, alors majoritairement composées d'Arvanites (albanais chrétiens, réputés plus fidèles à la cause turque, que les soldats roumains).
Rigas fut son secrétaire particulier et son homme de confiance, ce qui pose des problèmes d'interprétation. Comment un proche de la famille Ypsilántis pouvait-il se trouver au service d'un de ses ennemis politiques ? Certains suggèrent qu'il aurait été placé là par Alexandre Ypsilántis afin d'espionner Mavrogénis. Mais, ce dernier aurait-il été assez naïf pour ne pas voir une telle manœuvre ? Il est plus probable que Rigas disposait alors d'une réputation solide dans les élites roumaines et que ses qualités linguistiques et littéraires en faisaient un candidat valable pour un tel poste. De plus, Mavrogénis n'avait alors rien à craindre des Ypsilántis en exil. Enfin, politiquement, Mavrogénis, francophile qui s'opposait aux États despotiques autrichiens et russes, n'était peut-être pas si sincèrement pro-ottoman, et Rigas a peut-être eu connaissance d'affinités qui nous restent inconnues.
Nikólaos Mavrogénis aurait nommé son conseiller Rigas au poste de gouverneur (« Caïmacam ») de la ville de Craiova, capitale de la riche province valaque d'Olténie, à l'ouest de la principauté, et ville universitaire. Mais Rigas aurait aussi continué à exercer ses fonctions auprès de l'hospodar. Un épisode important se serait déroulé alors que Rigas dirigeait cette ville. Le bey Osman Pazvantoğlu, en route vers le front russe, y passa à la tête de sa troupe. Il désira s'y ravitailler. Cependant, mécontent de la qualité des denrées d'un fournisseur grec, le fit bâtonner, or ce fournisseur était l'oncle de Nikólaos Mavrogénis. L'hospodar n'était pas connu pour sa mansuétude. Pazvantoğlu, l'apprenant, prit la fuite, déguisé en paysan pour sauver sa tête. Rigas lui-même le cacha et le protégea. Une amitié lia dorénavant les deux hommes,.
Dans sa traduction d’Anacharsis, Rigas écrit qu'il était dans le port danubien de Giurgiu en 1788. On sait qu'il commença alors à traduire l’Esprit des Lois de Montesquieu.
La guerre russo-turque de 1787-1792 tourna en faveur de la Russie. Les troupes commandées par Potemkine s'emparèrent de Iași en juillet 1790. L'armée ottomane vaincue se replia au-delà du Danube. Mavrogénis, accompagné de Rigas, la suivit. À Constantinople, le Grand Vizir Hassan avait été remplacé. Les Phanariotes purent recommencer à intriguer contre Mavrogénis. Le Sultan envoya un sicaire (calat en turc) chargé de lui rapporter la tête de l'hospodar déchu. Rigas fut témoin de son exécution à Asprohori, sur la côte de la mer Noire (dans l'actuelle Bulgarie) en septembre 1790. Il aurait été marqué par les derniers mots du condamné : « Maudit celui qui sert fidèlement les Turcs ! ». Cette exécution a pu jouer un rôle dans la pensée politique de Rigas, radicalisant son rejet de l'arbitraire ottoman, sa conviction que cet empire n'était pas réformable, et son intransigeance vis-à-vis de ceux qui, pensant qu'il était possible de changer les choses de l'intérieur, servaient le Sultan.

##### Contacts avec les républicains français
Après la mort de Mavrogénis, de retour à Bucarest, Rigas n'aurait pas pris de nouvel emploi. Il vivait avec sa mère dans une maison, aujourd'hui disparue, dans le centre-ville, à côté du parc Cișmigiu : la rue desservant ce lieu s'appelle aujourd'hui Rigas. Selon certaines sources, il aurait peut-être effectué alors un premier séjour à Vienne, au service de Christodoulos Kyrillianos. On sait aussi qu'il bénéficiait en Valachie de la protection de personnages influents, boyards ou érudits. Il passa quelques années à travailler pour son propre compte. Il aurait alors aussi exploité, avec l'aide de son frère Kosta, le domaine agricole (moșie) de Călăreți-Vlașca près de Bucarest, dont lui avait fait don, le 30 mai 1796, l'hospodar Alexandre Mourousi. Il poursuivit ses activités littéraires et intellectuelles : traductions et essais philosophiques et politiques qu'il faisait publier ensuite à Vienne (l’École des amants délicats et Florilège de physique). Il chercha en 1791 à s'abonner au journal grec de Vienne, l’Ephiméris,. Si sa traduction de l’Esprit des lois de Montesquieu ne parut jamais (du moins à notre connaissance), elle lui permit de continuer sa formation intellectuelle et politique.
Il commença aussi son activité politique. Il fut alors très proche de l'érudit Tournavitis, originaire comme lui de Thessalie. Quelques années plus tard, Tourvanitis était secrétaire particulier de Pazvantoğlu et chargé de toutes les négociations de ce pacha entré en rébellion contre le Sultan. Rigas aurait pu placer son compatriote auprès de son ami, peut-être comme « agent de liaison », afin de coordonner leurs actions potentielles. On lui prête une correspondance avec le ministre autrichien von Kaunitz afin d'obtenir que la cause grecque ne fût pas oubliée dans les négociations du traité d'Iași. Il aurait aussi effectué de nombreux voyages dans les provinces autrichiennes pour la publication de ses ouvrages, pour rencontrer des amis, des savants ou des commerçants grecs, roumains ou autres. Il était ainsi à Trieste en 1794 puisqu'un peintre anonyme y réalisa son portrait.

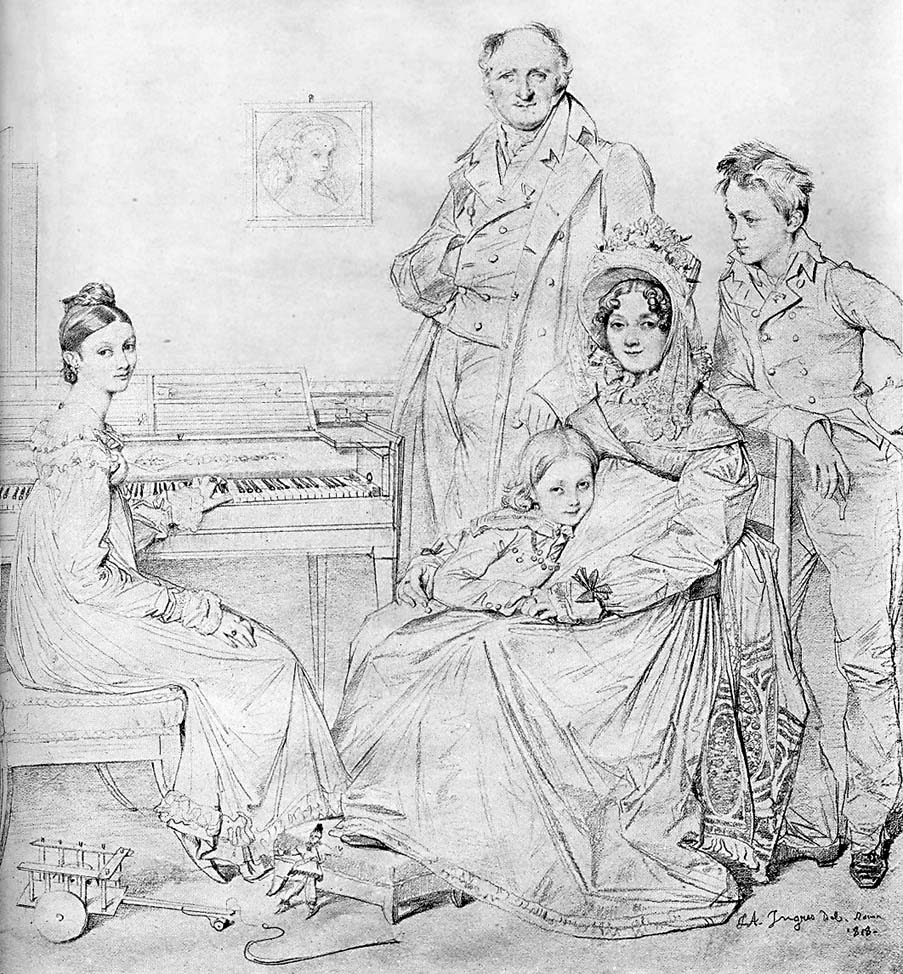
La famille Stamati par Ingres, Constantin est debout au centre.

Il aurait été en contact avec les agents que la Révolution française avait envoyés dans les principautés danubiennes pour y propager l'idéologie républicaine, et les aurait peut-être même aidés. Contacts et soutien sont avérés par les documents à partir de 1795. Au moment où Rigas cherchait à partir pour Vienne, le consul d'Autriche à Bucarest dénonça à ses supérieurs les « amitiés » entre celui-ci et les Français, principalement « l'envoyé secret Gaudin ». Après l'arrestation de Rigas en 1798, l'ambassadeur d'Autriche à Constantinople rappela que Claude-Émile Gaudin, alors secrétaire général de la légation de France dans la capitale ottomane, mais qui avait été auparavant consul de France à Bucarest, devait être au courant du complot. Rigas lui-même, après son arrestation, en appela au consulat de France à Trieste, pour obtenir une sorte d'immunité diplomatique en tant qu'ancien interprète du consulat français de Bucarest. Surtout, les liens furent étroits en 1796 entre Rigas et le chancelier du consulat français à Bucarest : le grec Constantin Stamaty. Ce fut peut-être alors qu'il aurait été rémunéré comme interprète au consulat de France. Ce poste aurait plus été un moyen de lui assurer un revenu et une justification de relations avec les agents consulaires qu'une réalité : le grec et le français étaient des langues que pratiquaient alors toutes les élites à Bucarest,.

### Vienne
Le 4 août 1796, Rigas quitta Bucarest pour Vienne. Les agents autrichiens en Valachie informèrent la police viennoise qu'un « certain Rhigas » entrait dans l'Empire, un « Grammatik » (pour grammaticos en grec, soit « secrétaire ») en contact avec des agents révolutionnaires français, donc un « homme suspect » contre lequel il fallait « prendre des mesures ». Cependant, la police n'agit pas immédiatement et Rigas ne sentit pas le danger. Dans la capitale autrichienne, il fit imprimer la quasi-totalité de ses œuvres littéraires et politiques : Le Trépied moral, les Voyages du jeune Anacharsis en Grèce, sa Carte de Grèce... On le voyait visiter bibliothèques et musées, compulser des livres rares et dessiner des monnaies. Mais Rigas avait alors d'autres activités, plus politiques et dangereuses, et la police autrichienne « attendait de voir ». Les activités secrètes de Rigas entre son arrivée à Vienne et son arrestation à Trieste sont difficiles à retracer car les rapports des policiers probablement chargés de le surveiller n'ont pas été conservés. Les seules informations dont on dispose sont le rapport de Markélius, consul autrichien à Bucarest et chef du réseau d'espionnage autrichien dans les Principautés danubiennes à ses supérieurs et les rapports des interrogatoires après son arrestation, donc ce que lui et ses compagnons ont bien voulu dire aux autorités autrichiennes.
Un premier problème se pose : pourquoi choisir Vienne comme centre d'une activité révolutionnaire, républicaine et opposée à la monarchie absolue, quand l'Empire autrichien était favorable à l'Empire ottoman et ennemi acharné de la France révolutionnaire ? En fait, la capitale viennoise était un lieu d'intense bouillonnement politique et libéral. Tous les peuples de l'Empire (Tchèques, Slovaques, Slovènes, Croates, Serbes, Polonais, Ruthènes, Hongrois, Italiens et Roumains, sans compter les révolutionnaires allemands) s'y retrouvaient et leurs intellectuels faisaient circuler les idées nouvelles. Les sociétés secrètes y étaient légion, même si la répression était sans pitié lorsque l'une d'elles était découverte (enfermement à vie et exécution pour sédition étaient des peines ordinaires). Rigas, qui y était déjà venu à de nombreuses reprises, y avait établi des contacts avec les milieux révolutionnaires et avait été reçu dans les loges maçonniques (peut-être même avait-il déjà été initié en Valachie). Son rôle auprès des hospodars lui avait aussi permis de s'assurer la protection ou l'appui de personnalités politiques importantes de la diaspora grecque, aroumaine et roumaine, comme les familles Darvari, Meitani et Sina. Les commerçants grecs établis dans la ville étaient en grande partie patriotes. Ils œuvraient déjà à leur façon à la renaissance hellénique : ils finançaient des écoles grecques ainsi que les publications des érudits, comme Rigas. D'ailleurs, ce dernier, sans emploi réel, publia ses ouvrages, voyagea et vécut de façon très confortable. Il fut donc financé très largement par ses compatriotes, mais aussi, pense-t-on, par les agents français grâce aux fonds secrets du Directoire ou de Bonaparte. De plus, installé officiellement et légalement à Vienne, Rigas pouvait circuler librement dans tout l'Empire autrichien pour rencontrer d'autres Grecs de la diaspora à Budapest ou Trieste. Cette dernière ville surtout l'intéressait : elle lui semblait la porte qui lui permettrait de rejoindre Bonaparte en Italie pour lui exposer ses projets pour les Balkans.

#### Une conspiration
Les Grecs de la diaspora à Vienne ne financèrent pas seulement les ouvrages, les voyages ou le train de vie de Rigas. Un des riches Grecs interrogés après l'arrestation de Rigas, Argentis, avoua avoir payé 1 000 florins vingt exemplaires d'un des livres de Rigas. Cette somme aurait permis de financer l'intégralité de la publication. Le Thessalien avait réussi à les convaincre de financer une véritable conspiration. Il commença par réunir de façon informelle les commerçants et les étudiants grecs de la ville afin de faire bouillonner ses idées lors de conversations forcément animées. Ces réunions étaient publiques mais, en parallèle, il mena une activité de propagande plus subtile à partir de rencontres individuelles où il mesurait le potentiel d'implication de son interlocuteur en vue d'un recrutement. Certains, une fois impliqués dans ce qui aurait dû déboucher sur une conspiration, voire une révolution, étaient alors chargés de la traduction, de la copie ou de la distribution, parfois à travers toutes les communautés de la diaspora, des ouvrages politiques clandestins de Rigas. D'autres profitaient de leurs relations pour contacter à Paris le Directoire ou Sieyès, le faiseur de constitution. Chacun faisait la liste de personnes sûres à contacter en Grèce même, soit en vue d'une action, soit pour un financement.
La justice autrichienne, après l'arrestation de Rigas, considéra comme « conspirateurs » tous ceux qui avaient eu connaissance du Thourios et qui ne l'avaient pas dénoncé. Rigas chantait régulièrement chez ces « disciples » cet hymne guerrier, accompagné de musique qu'il jouait lui-même.
Les activités de Rigas eurent des conséquences inattendues. La diaspora grecque en Autriche était en grande majorité composée de commerçants. Il avait su si bien les convaincre que le moment de la libération nationale approchait et qu'elle serait aidée par la France de la Révolution et de Bonaparte (alors victorieux en Italie) que nombre d'entre eux commencèrent à liquider leurs affaires, voire à réaliser leurs actifs à perte afin d'être prêts à toute éventualité. Fin 1796, le ministère autrichien de l'Intérieur constatait que des « commerçants grecs faisaient banqueroute [à Vienne] et ailleurs, surtout à Constantinople, et partaient, emportant avec eux leur numéraire, pour les ports libres de l'Italie, afin d'y attendre la libération de la Grèce. »

#### La question de l'hétairie
Il est difficile de savoir si Rigas donna ou non une forme organisée à sa conspiration. Les biographes de Rigas ne s'accordent pas à propos de la création d'une véritable société secrète qui se serait appelée « hétairie ». Christóphoros Perrevós, son premier biographe officiel et compagnon direct de lutte, se disait membre de l'« hétairie de Rigas », la « première ». Il s'agissait aussi pour lui de donner la préséance à ses activités politiques, et celles de Rigas, par rapport à celles de la bien plus célèbre hétairie, la Philiki Etairia, très active dans les années qui précédèrent immédiatement la guerre d'indépendance grecque. Dans les rapports de la police autrichienne, on ne trouve aucun indice montrant l'existence d'un société très organisée, mais, des conspirateurs, même découverts ne sont pas forcément prompts à tout révéler. Donc ces rapports ne peuvent constituer, sur ce plan, une preuve irréfutable. De plus, ils ne parlent que d'« une sorte de société ». Nicolas Ypsilántis, un des fils d'Alexandre Ypsilántis et donc un proche de Rigas, évoquait, dans ses Mémoires, « une confrérie très répandue [...] sous la loi du même serment », mais il la disait « retirée au fond des bois et des cavernes ». L'historien grec du XIXe siècle, d'origine phanariote, Rizo-Néroulo, parle de l'« hétairie fondée par Rigas».
En fait, la plupart des auteurs du XIXe siècle évoquent plus ou moins directement une société secrète qu'ils appellent hétairie, quand les auteurs du début du XXe siècle doutent de son existence, faute de preuves probantes. Ainsi, il n'existe aucune trace d'un réseau d'initiateurs et d'initiés à travers le territoire grec ou les Balkans, alors que c'est le cas pour la Philiki Etairia postérieure. Les auteurs du XIXe siècle insistent sur deux preuves, irréfutables selon eux : le serment présent dans le Thourios (vers 31-40) qui serait le serment de l'hétairie de Rigas et le sceau que Rigas portait toujours sur lui. Or, le serment devait être prononcé, selon le Thourios, plutôt en public et les mains dressées vers le ciel, le contraire d'un serment d'initiation dans une société secrète. Le sceau de Rigas, quant à lui, portait une inscription, inspirée par la Révolution française : « République hellénique, Liberté, Égalité » qui devait être la devise de la République que Rigas entendait créer, donc pas la devise d'une société secrète. Il semble que, très souvent, la confusion fût complète entre l'organisation (quelle que fût sa forme) de Rigas et la Philiki Etairia postérieure. Il est, malgré tout, une chose certaine, avérée par les traditions maçonniques : en 1797 Rigas fut le fondateur, à Vienne, d'une loge appelée des Bons Cousins, dont le but était de faire de tous les sujets ottomans des frères avant de les libérer de la tyrannie. Cette loge créa des filiales à Bucarest et Belgrade avant la mort de son fondateur. Il pourrait aussi y avoir eu confusion entre la loge et une hétairie, à moins que la loge n'ait donné à Rigas l'exemple de l'utilité d'une organisation secrète. Une hétairie secrète n'était pas forcément non plus essentielle pour atteindre le but de la libération de la Grèce. La loge, insérée dans le réseau maçonnique, offrait plus de possibilités de contacts et de liens avec les autres libéraux et républicains européens qu'une société secrète uniquement grecque.

### Rigas et Bonaparte

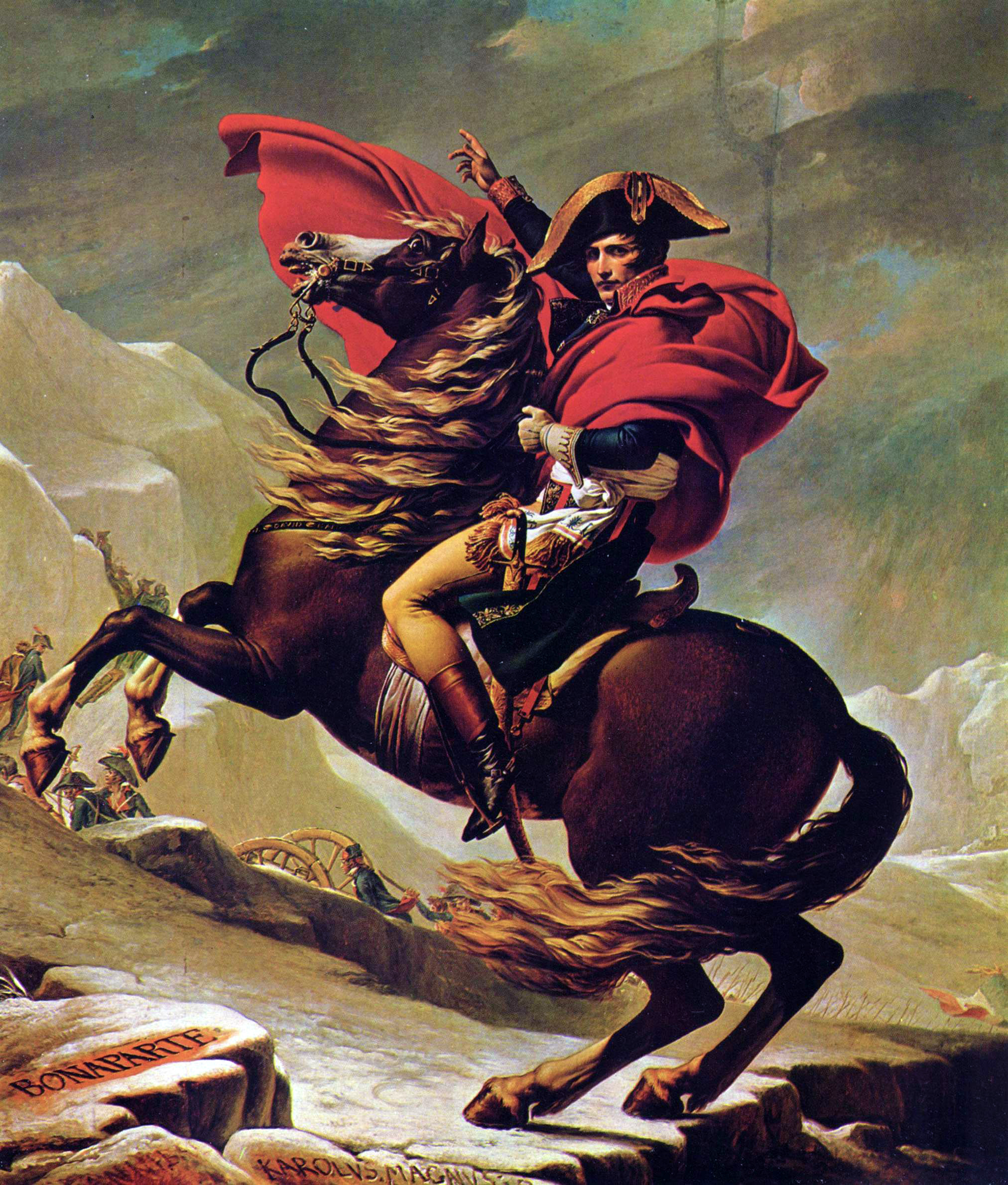
Le Premier Consul franchissant les Alpes au col du Grand-Saint-Bernard par Jacques-Louis David

Au moment où Rigas quittait Bucarest pour Vienne, son contact au consulat de France, Constantin Stamaty, regagnait Paris où il rédigeait, sur ordre du Directoire, des pamphlets révolutionnaires en grec, à destination de ses compatriotes. Stamaty rejoignit ensuite Bonaparte en campagne en Italie. Installé à Ancône, à la tête d'une « agence commerciale », il était chargé de la propagande française dans les Balkans. Il envoyait aussi des armes et des munitions en Roumélie et en Morée. Il semblerait (au moins d'après les papiers de Stamaty, puisque ceux de Rigas ont été perdus) que les deux hommes soient restés en contact. Certains biographes affirment que Rigas avait demandé une audience à Bernadotte lorsqu'il était, brièvement, ambassadeur à Vienne, mais que son départ précipité l'avait empêchée. Cependant, Bernadotte ne fut ambassadeur qu'en 1798. En septembre 1797, Rigas avait envoyé à Paris Jean Mavrogénis, le neveu de son ancien protecteur Nikólaos Mavrogénis, avec pour mission de contacter le Directoire et des personnalités politiques françaises afin de leur demander de l'aide pour l'« établissement en Grèce d'un gouvernement républicain ».
Le projet révolutionnaire grec et balkanique de Rigas nous est connu grâce aux interrogatoires autrichiens après sa capture. Il s'agissait pour lui, à terme, de retourner en Grèce, dans le Péloponnèse, principalement dans le Magne où se trouvaient, selon lui, certains des soldats les plus expérimentés. Il se proposait de parachever leur formation à l'aide de son ouvrage le Vade mecum militaire, puis de monter, avec eux, vers le nord rejoindre les Souliotes, l'autre peuple de soldats aux capacités redoutables. Ainsi commencerait, selon lui, l'insurrection devant mener à la liberté des Balkans,. Lors de ses interrogatoires, Rigas révéla à la justice autrichienne qu'il avait été arrêté alors qu'il cherchait à se rendre dans le Magne. Au même moment, Bonaparte avait envoyé dans la péninsule un de ses représentants, Stéphanopoli. Des émissaires secrets de toutes les régions grecques avaient alors convergé vers le Magne pour le rencontrer. On peut supposer que c'était aussi le but de Rigas.
Cependant, si les contacts entre Rigas et les agents de Bonaparte semblent être, bien que difficilement, avérés, il n'y a aucune preuve que Rigas ait rencontré Bonaparte. Le biographe et compagnon de lutte, C. Perrevós, évoque l'envoi d'une tabatière réalisée dans la racine d'un laurier-rose de la vallée du Tempé, la réaction émue de Bonaparte, la lettre de Rigas exposant les doléances et les espoirs de la Grèce ainsi que l'appel au général français. Perrevós termine par Bonaparte invitant Rigas à venir le rencontrer à Venise. Les biographes suivants au XIXe siècle brodèrent sur l'épisode de la tabatière et le texte de Rigas : celui-ci aurait remis l'objet en mains propres à Bonaparte et sa lettre serait le procès-verbal exact de leur longue entrevue, voire de leurs nombreuses entrevues. Or, aucun document de l'armée d'Italie ne mentionne de demande d'audience par Rigas et aucun rapport de Bonaparte ne mentionne cette rencontre. Les travaux des historiens du début du XXe siècle allèrent même jusqu'à remettre en cause le récit de Perrevós, inventé de toutes pièces. Aucun document de Bonaparte (correspondance, rapports, etc.) ne mentionne Rigas alors que s'y trouvent des lettres du bey du Magne, Grégorakis. Enfin, l'enquête autrichienne ne réussit pas, alors qu'elle l'aurait aimé, puisque cela aurait constitué un crime de haute-trahison, à lier Rigas à Bonaparte. Laisser entendre, comme le firent Perrevós et les proches de Rigas, voire Rigas lui-même, que le général victorieux Bonaparte s'était intéressé au sort de la Grèce et que l'armée d'Italie après s'être emparée des îles Ioniennes grâce au traité de Campo-Formio viendrait libérer la Grèce, pourrait bien n'avoir été qu'une manœuvre psychologique de propagande. Quelques années plus tard, les fondateurs de la Filikí Etería laissèrent aussi croire que le tsar Alexandre Ier de Russie les soutenait.

### Mort de Rigas

#### Arrestation
Le 1er décembre 1797, Rigas demanda à la Préfecture de police de Vienne un passeport pour se rendre à Trieste puis en territoire ottoman. Il prétendit être commerçant, avoir quarante ans et être né en Valachie. Ces fausses déclarations laissent penser qu'il avait décidé de passer à l'action. Son but n'est cependant pas connu. Il diverge selon les versions. Son biographe et compagnon Perrevós écrit qu'il allait à Venise rencontrer Bonaparte pour mettre sur pied un projet concernant la Grèce, où il devait se rendre ensuite. Selon l'enquête autrichienne, il se rendait directement dans le Magne. Selon la police de Trieste, ses bagages étaient à destination de Prévéza.
Quelques semaines avant de partir, Rigas avait mis dans trois caisses toutes les brochures révolutionnaires qui lui restaient : les plus dangereuses et révolutionnaires au fond avec, par-dessus, les traductions du Voyage du jeune Anacharsis. Elles avaient été expédiées via des complices à un ami et complice de Trieste, Antoine Coronios, qui était commerçant. Ces précautions avaient pour but d'éviter d'attirer l'attention sur Rigas ou les caisses, qui devenaient ainsi trois simples caisses de marchandises. Mais, l'associé grec de Coronios, Dimitrios Œconomou, n'était pas favorable aux idées révolutionnaires de son partenaire et de Rigas. Il craignait que celles-ci ne soient défavorables aux Grecs (et à leurs activités commerciales) dans les empires autrichien et ottoman. Il s'était déjà élevé contre une lecture du Thourios au Club grec de Trieste. Œconomou intercepta, par inadvertance ou volontairement, il n'est pas possible de le savoir, les lettres envoyées par Rigas à la firme de Coronios à propos de ses caisses. Inquiet pour ses activités commerciales au cas où Rigas soulèverait les Balkans, Œconomou alla informer le comte Brigido, gouverneur autrichien de Trieste. On ne sait ce qu'Œconomou devint ensuite. On sait cependant que les autorités autrichiennes demandèrent aux Ottomans de protéger ses activités commerciales. Elles devaient donc être en danger. La version la plus courante est qu'Œconomou fut boycotté par la communauté commerçante grecque et qu'il finit dans la misère. Une biographie anonyme de Rigas, parue dans la Revue allemande en 1803, associe l'évêque serbe de Belgrade, Méthode, à la dénonciation. Complice de Rigas, il aurait finalement pris peur et aurait dénoncé le complot à l'ambassadeur ottoman à Vienne. Or, aucun document ne montre que ce fût l'ambassadeur du Sultan qui aurait informé la police autrichienne, alors qu'il y a des documents montrant que le ministère de l'Intérieur autrichien informa l'ambassade de l'arrestation et du complot et qu'ensuite seulement l'ambassadeur réclama l'extradition de Rigas.

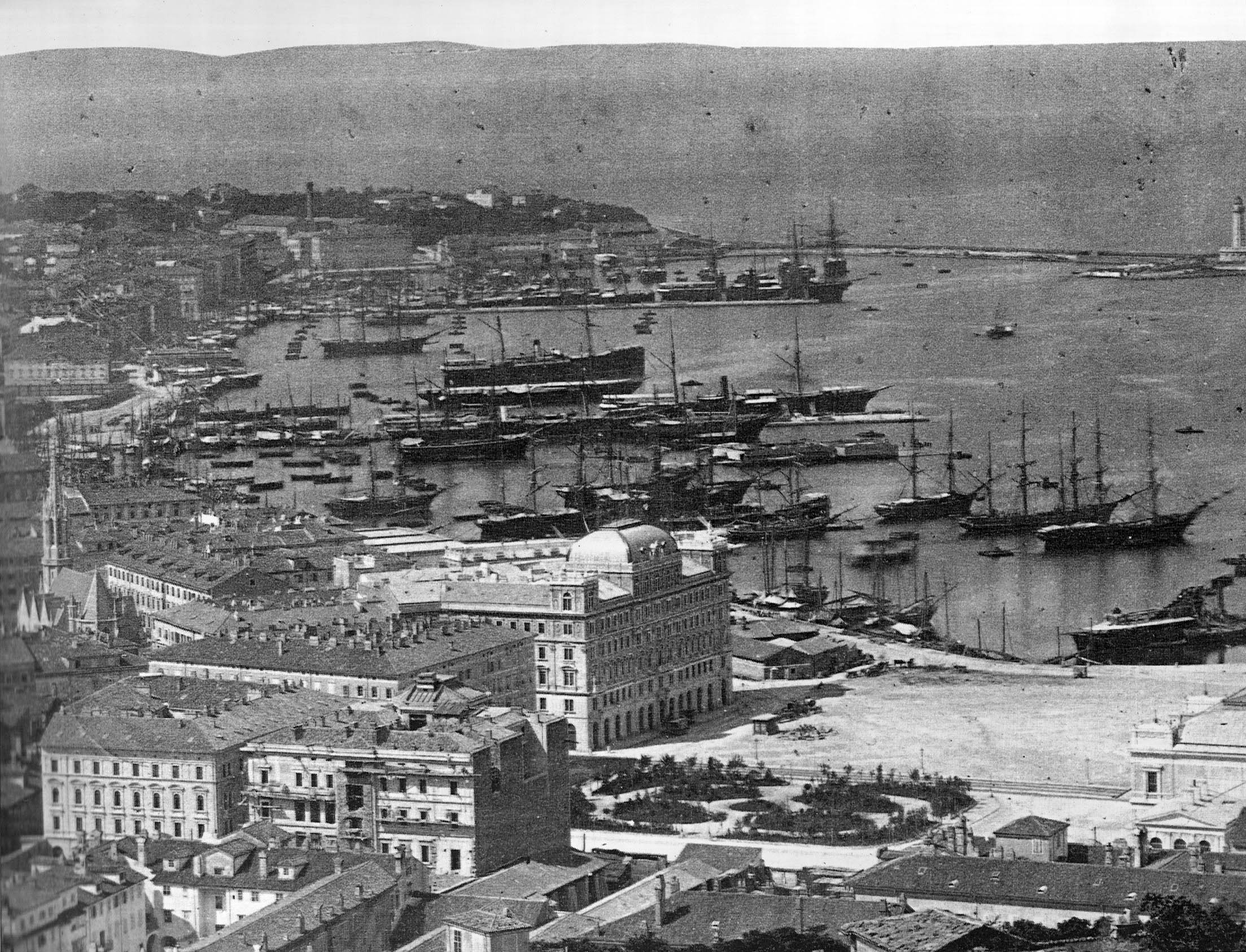
Trieste à la fin du XIXe siècle

La police autrichienne saisit immédiatement les trois caisses chez Coronios. Elle y découvrit, outre le Voyage du jeune Anacharsis, tous les textes révolutionnaires qui, selon son rapport, commençaient « par les mots criminels de Liberté, Fraternité, Égalité et […] en exaltant la République, présent[aient] sous les plus sombres couleurs les souverains. On y trouv[ait] aussi les « Droits de l'Homme », des nouvelles lois républicaines, des formules de serment et d'autres actes du même genre, toujours d'inspiration française. » Il fut décidé d'arrêter Rigas dès son arrivée dans la ville.
Le 19 décembre, Rigas arriva à Trieste, accompagné de Christóphoros Perrevós, alors jeune étudiant. Ils descendirent à l'hôtel Royal, déjà cerné par la police autrichienne. Au moment où Rigas s'apprêtait à ressortir pour se rendre au consulat de France et se placer sous la protection diplomatique française, des soldats pénétrèrent dans sa chambre. Leur officier vérifia que Rigas s'y trouvait bien. Deux soldats furent alors chargés de le surveiller tandis que l'officier sortait pour aller chercher les autorités civiles et militaires afin de procéder à l'arrestation dans toutes les formes légales. En plus de ses caisses déjà expédiées, Rigas avait aussi sur lui de nombreux documents compromettants, comme sa correspondance avec ses contacts en Grèce. Surveillé par les soldats, il essaya de les raisonner voire de les corrompre avec des pièces d'or afin de lui permettre de les faire disparaître. Pendant ce temps, Perrevós, qui exagère peut-être son rôle dans son récit de l'arrestation, dont il fut le seul témoin, se chargeait de les déchirer et de les jeter par la fenêtre à la mer. Cependant, suffisamment de documents furent saisis puisque les autorités autrichiennes firent parvenir une liste de noms aux autorités ottomanes. On y trouvait des commerçants de Janina et des Grecs de Iași, Bucarest, Patras, Budapest et Constantinople.
Le préfet de Trieste, un juge et divers fonctionnaires arrivèrent ensuite et mirent Rigas en état d'arrestation. Quand ils s'apprêtèrent à faire de même pour Perrevós, Rigas dit qu'il n'était qu'un étudiant en médecine se rendant à l'université de Padoue, qu'il s'était trouvé être son compagnon de voyage par hasard et qu'il n'avait rien à voir avec ce qu'on lui reprochait. Perrevós fut laissé en liberté. Sur le conseil que lui donna Rigas avant qu'ils ne se séparent, il se précipita au consulat de France. La nationalité française lui fut accordée après qu'il eut fait le récit des événements de la nuit.

#### Enquête autrichienne
Immédiatement, le gouverneur Brigido informa, à Vienne, le Ministre de la Police Pergen qui mit personnellement l'Empereur au courant. Un certain nombre d'arrestations eurent alors lieu à partir des caisses et de leur contenu : Coronios, alors à Zara ; Argenti, l'expéditeur des caisses, et ses employés dont l'un parla et donna les noms de Grecs ayant assisté en sa présence à des lectures des ouvrages ; Poulios, l'imprimeur. La police autrichienne arrêta aussi les Grecs qu'elle surveillait déjà parce que soupçonnés d'« idées libérales ». Parmi eux se trouvaient immanquablement des complices de Rigas. En tout, au moins seize personnes furent interrogées et inculpées.
Rigas fut maintenu une dizaine de jours en résidence surveillée dans sa chambre d'hôtel. Il aurait été constamment interrogé mais n'aurait livré aucun nom. La surveillance ne devait pas être très étroite, puisqu'il réussit à faire parvenir une lettre à un de ses complices à Vienne, Georges Théocharis pour le prévenir. Mais ce dernier avait déjà été arrêté et la lettre servit de pièce à conviction contre lui. Le 30 décembre, il fut décidé de le transférer à Vienne pour la suite de l'enquête. Rigas en fut informé. La nuit avant son départ, il alla récupérer un canif qu'il avait dissimulé dans la garniture d'un des canapés de sa chambre et fit une tentative de suicide en s'en perçant plusieurs fois. Les blessures n'étaient pas mortelles : elles avaient été faites avec un canif par un prisonnier menotté. Il ne fut même pas transporté à l'hôpital ; des médecins vinrent le voir tous les jours et furent payés avec l'argent trouvé sur Rigas. Mais les blessures étaient suffisamment graves pour qu'il ne pût être transféré. L'enquête était retardée. La nouvelle remonta jusqu'à l'Empereur dont les foudres redescendirent jusqu'à Brigido qui se justifia comme il put. Si Rigas avait été gardé dans sa chambre d'hôtel, c'était parce que le gouverneur ne voulait pas alerter ses complices et parce que la forteresse était réservée à l'armée et qu'il ne pouvait utiliser la prison que pour les délits de droit commun.
Rigas demanda à obtenir le secours d'un prêtre afin de se préparer, si jamais il venait à mourir de ses blessures. Il utilisa le pope pour faire parvenir un message au consulat de France. Il y demandait à bénéficier de la protection de l'immunité diplomatique française en tant qu'ancien interprète du consulat en Valachie. Le 5 février 1798, le consul français, le capitaine Bréchet, se présenta aux autorités de la ville, mais on lui répondit que Rigas, remis, avait déjà été transféré à Vienne. Bréchet écrivit à l'ambassadeur à Vienne, Bernadotte, pour lui confier l'affaire, mais celui-ci avait alors d'autres préoccupations et ne put rien faire pour Rigas.
À Vienne, les interrogatoires des inculpés durèrent deux mois. Le but était de leur arracher tout ce qui pouvait mener au chef d'inculpation désiré, celui de complot républicain. Les comptes rendus dont on dispose montrent que Rigas ne dit que ce qui était déjà su et établi grâce aux documents saisis et qu'il inventa beaucoup : des correspondants imaginaires dans l'Empire ottoman ; des auteurs de chants révolutionnaires ou des collaborateurs à Vienne, etc. Il nia tout le reste : être l'auteur des brochures ou avoir organisé un complot.

#### Extradition
L'enquête autrichienne établit définitivement la culpabilité de Rigas et de ses complices pour conspiration contre l'Empire ottoman le 3 avril 1798. Cependant, ils ne pouvaient être déférés devant une juridiction autrichienne. Ils auraient en effet été relaxés. Leurs activités n'étant pas dirigées contre l'Autriche, tout tribunal autrichien serait incompétent. Le ministre autrichien de la police suggéra cependant à l'Empereur : « Bien que les projets révolutionnaires des accusés fussent dirigés seulement contre l'État turc et ne tendissent qu'à la libération de la Grèce, leur réalisation aurait cependant exercé une influence néfaste sur les pays héréditaires de Votre Majesté. » Il fallait donc se défaire au plus vite de Rigas et de ses complices. Pour la majeure partie d'entre eux, la solution était simple : ils étaient sujets ottomans, il suffisait de les extrader. Pour les autres, Autrichiens, Russes ou Allemands, le ministre préconisait l'exil, ce qui fut fait le 28 avril 1798.
Cependant, la diplomatie autrichienne décida d'utiliser le complot pour obtenir des concessions de l'Empire ottoman. Rigas et ses compagnons devinrent une monnaie d'échange. L'Autriche désirait deux choses. Des libéraux polonais, souvent déserteurs, s'étaient réfugiés en Moldavie et Valachie. Vienne demandait leur extradition. Après le traité de Campo-Formio, l'Autriche avait annexé Venise. Elle désirait récupérer tous les biens de toutes les anciennes représentations diplomatiques de la Sérénissime dans l'Empire ottoman, mais aussi, plus important, que la liberté des mers qui avait été accordée aux navires vénitiens soit appliquée dorénavant à tous les navires autrichiens. La négociation fut d'autant plus longue que le Drogman (interprète officiel de la Porte) était Constantin Ypsilántis, qui avait passé sa jeunesse avec Rigas. Il essaya de lui sauver la vie en faisant échouer les pourparlers. Il réussit même à convaincre l'ambassadeur autrichien à Constantinople que donner l'affaire à la justice ottomane entraînerait des exécutions et des arrestations en masse et que cela aurait des conséquences sur la réputation de l'Autriche dans la communauté grecque et donc sur le commerce grec en Autriche (alors que l'enquête autrichienne avait soigneusement évité de trop inquiéter les commerçants grecs qui auraient pu être mêlés à la conspiration). Constantin Ypsilántis traduisit les comptes rendus de l'enquête pour le Reis effendi qui n'eut donc jamais le fin mot de l'affaire. L'Empire ottoman demanda aux pirates barbaresques de respecter le pavillon autrichien et promit un firman à propos des Polonais.
Le 27 avril 1798, Rigas et ses sept compagnons furent extraits de leur prison de Vienne et extradés vers l'Empire ottoman.

#### Mort de Rigas

La tour Nebojša de la forteresse de Belgrade où Rigas fut emprisonné et exécuté.

L'escorte qui accompagna Rigas et ses compagnons était constituée de vingt-quatre hommes et deux sous-officiers dont aucun n'était orthodoxe pour éviter toute tentative d'aide. Un attaché de l'ambassade ottomane était aussi du voyage, qui passa par voie de terre par Budapest le 29 avril puis Gratz le 2 mai puis Semlin le 3 mai avant de descendre le Danube jusqu'à Belgrade atteint le 9 mai. Le numéro 271 du Moniteur universel publia une correspondance à propos du passage des Grecs à Semlin.
À Belgrade, Rigas et ses compagnons furent enfermés dans la tour Nebojša. Cependant, leur sort n'allait pas non plus de soi dans l'Empire ottoman. Si la peine pour les sujets révoltés était simple, la tête tranchée, ici, l'enquête avait été faite par l'Autriche, qui pourrait être tenue pour responsable directe de leur mort. De plus, la nouvelle de l'arrestation et de l'extradition de Rigas s'était répandue dans l'Empire, où une agitation se développait. Les Phanariotes intervinrent auprès de tous les ministres ottomans qu'ils servaient. Ils versèrent des sommes importantes partout où ils le pouvaient, jusque dans la prison de Belgrade, pour faire évader les prisonniers. Constantin Ypsilántis essaya de les faire transférer chez le Patriarche Grégoire V. Par ailleurs, Osman Pazvantoğlu, alors en rébellion ouverte contre le Sultan, était soupçonné de surveiller les routes autour de Belgrade pour faire évader son ami à la première occasion. Ali Pacha de Janina, qui cherchait à s'éloigner de la souveraineté du Sultan et qui entretenait à sa cour des complices de Rigas, avait compris l'usage qu'il pouvait faire des prisonniers. Il proposa de s'en charger.
Toute cette agitation finit par décider le Divan. L'ordre fut envoyé à Belgrade d'exécuter les prisonniers, dans le plus grand secret possible, puis de rendre publique une version de leur mort qui aurait eu lieu au cours d'une tentative d'évasion. Rigas mourut, étranglé par les Ottomans à Belgrade dans la nuit du 24 au 25 juin 1798 dans la tour Nebojša avec sept de ses compagnons et son corps fut jeté dans le Danube. Ce sort est connu grâce aux archives des autorités autrichiennes.
Les légendes à propos de la mort de Rigas sont nombreuses. Elles lui attribuent une puissance surnaturelle et des paroles profondes et sublimes. Il aurait roué de coups formidables ses bourreaux, rendant impossible son exécution. Il aurait alors fallu le fusiller, de loin. Selon une légende destinée à illustrer la cruauté ottomane, il aurait été scié. Il aurait dit en turc, avant de mourir : « C'est ainsi que meurent les braves. Moi, j'ai semé ; bientôt viendra l'heure où mon pays récoltera le doux fruit de mes efforts ».

## Engagement politique pour l'indépendance de la Grèce
Rigas naquit et vécut durant la période d'occupation de la Grèce par les Ottomans. Il désirait que sa nation prît les armes et se soulevât contre l'Empire ottoman. Pour l'y amener, Rigas entreprit d'abord de redonner confiance aux Grecs, puis de leur faire accepter de sacrifier leur vie pour la liberté. Toute son œuvre s'y appliqua. Il insista sur le lien et la continuité entre la Grèce antique et la Grèce moderne. Il expliqua à ses contemporains l'héritage que leur avaient laissé leurs glorieux aînés : les anciennes cités grecques, la puissance économique et politique et la bravoure.
Pour faire passer son message, il usa de tous les moyens : littéraires, visuels et oraux, avec des traductions et des ouvrages politiques, avec une carte et des images et avec des chants comme le Thourios,.
Cependant, il faut nuancer l'importance politique réelle de l'œuvre littéraire de Rigas. Il ne fut pas seul à chercher à réveiller le sentiment national grec. D'autres savants et érudits y travaillaient alors à la même époque, l'un des plus célèbres fut Adamantios Coray. Sans sa fin tragique (et peut-être son Thourios), il aurait été classé parmi les nombreux, et quelque peu oubliés, « Maîtres de la Nation », comme ils furent appelés plus tard. Son œuvre est en effet caractéristique d'un érudit des Lumières : issue d'une vaste culture encyclopédique mais marquée par le romanesque et bercée par des illusions.

### Œuvre littéraire

#### La langue comme engagement politique
Rigas écrivait dans un style qu'il disait « naturel », sorte de démotique, afin d'être compris par l'ensemble de la population. Il désirait faire œuvre pédagogique pour faire disparaître les préjugés et les superstitions. Il écrivit, dans la préface au Florilège de physique, qu'il désirait « servir [sa] nation et non faire l'étalage de ses connaissances par l'accumulation de mots » pour satisfaire une petite minorité de gens éduqués. Il s'opposait à d'autres savants et érudits grecs de son époque, comme Adamantios Coray, qui envisageaient une « régénération » linguistique en parallèle avec, voire avant, la régénération morale et nationale. Ils désiraient une langue pure, retournant au grec classique, épurée de ses emprunts au fil du temps à toutes les autres langues, et principalement le turc. Rigas voulait parler au peuple dans sa langue, celle qu'il comprenait. Sa Constitution était rédigée en « langue simple » et prévoyait (art. 53) que celle-ci serait la langue officielle de la Grèce régénérée. Cependant, ce fut la langue « pure », la katharévousa, qui fut choisie après l'indépendance.
Néanmoins, sa « langue simple » n'était pas tout à fait le démotique. Dans ses écrits, surtout dans les premiers temps, il multiplia les emprunts à la langue pure, hellénisa les mots français qu'il utilisait ou inventa des mots pour des concepts qui n'existaient pas encore. Au fil du temps, pourtant, son démotique se fit plus fluide et moins « emprunté ».

#### Traductions
Rigas commença sa carrière littéraire par de nombreuses traductions. Les deux premières (L'École des amants délicats et Florilège de physique) parurent en 1790 et firent sensation dans le monde des lettrés grecs. À la fin de son Florilège de physique, il annonçait la parution prochaine d'une traduction de l’Esprit des lois de Montesquieu, mais celle-ci ne vit jamais le jour.

##### L'École des amants délicats

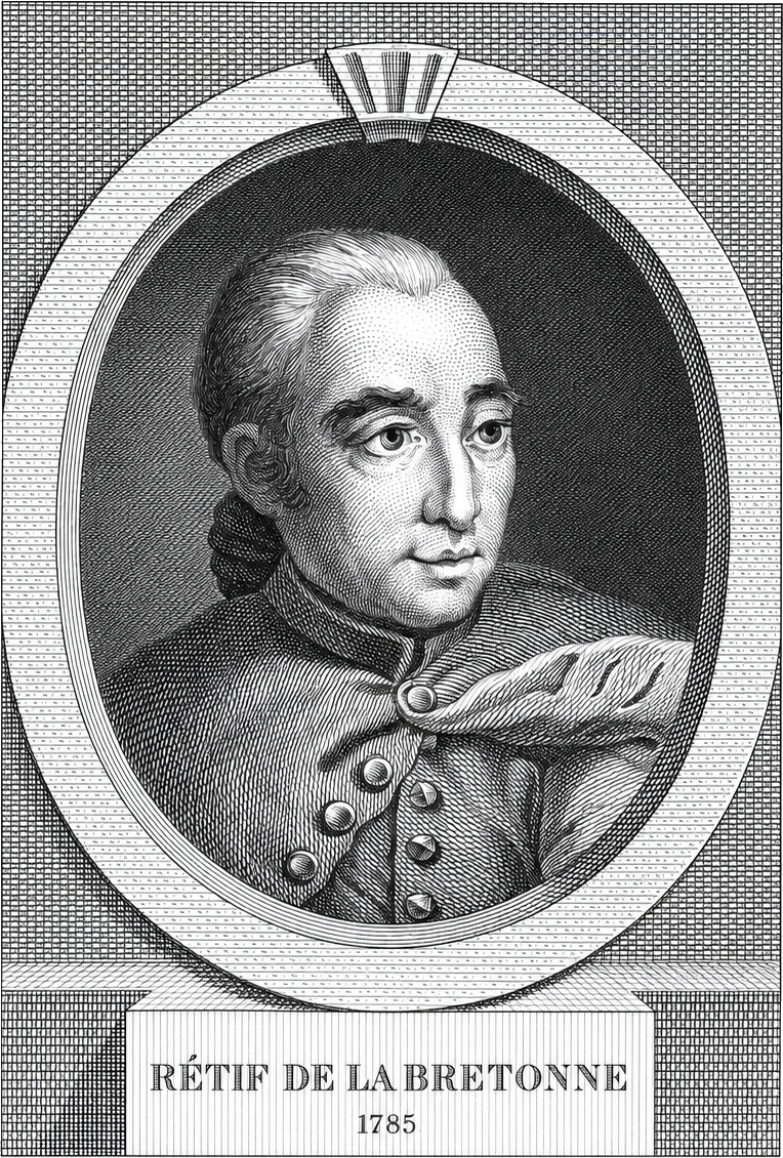
Rétif de La Bretonne.

Son École des amants délicats, traduction en langue populaire des Contemporaines de Rétif de La Bretonne est considéré comme le premier roman grec. L'ouvrage est dédié à « toutes les jeunes filles et tous les jeunes hommes ». Il s'agit d'une compilation de petits contes, un peu érotiques, mais dont toutes les histoires se terminent par un mariage. Rigas y mêla cependant ses réflexions personnelles, très morales sur la nécessité du mariage et les devoirs des époux exemplaires ainsi que quelques vers érotiques à la fin de la traduction. Il visait la réforme des mœurs et l'amélioration des rapports entre hommes et femmes.
A. Dascalakis voit dans cette traduction libre l'œuvre d'un jeune homme frustré exprimant ses pulsions ou une passion inassouvie de cette façon. C. Nicolopoulo rappelle quant à lui qu'au même moment, la grande mode, dans le milieu des Phanariotes de Constantinople, était aux nouvelles « galantes » et aux poèmes érotiques, écrits en langue populaire pour plus d'encanaillement. Rigas, au service des Phanariotes en Valachie aurait alors sacrifié au goût du jour. De plus, en 1790, après la mort de Nikólaos Mavrogénis, Rigas se trouvait sans emploi ni ressource. Cette publication lui aurait permis de gagner un peu d'argent en publiant des nouvelles à la mode afin de pouvoir attendre un nouvel emploi.

##### Florilège de physique

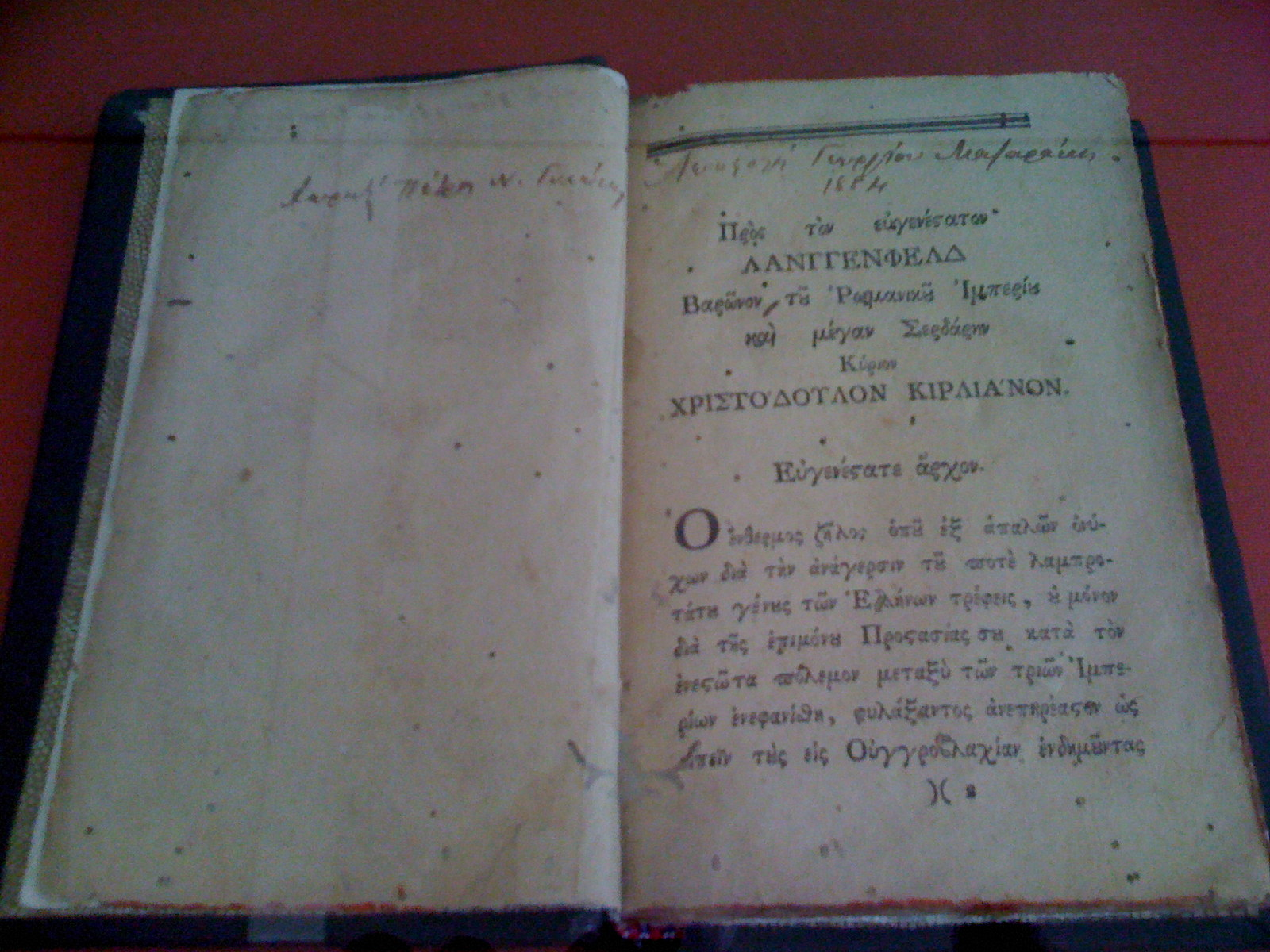
Première page du Florilège de physique.

Rigas fit la même année (1790) une compilation du savoir scientifique présent dans l’Encyclopédie de Diderot et D'Alembert mais aussi dans des publications allemandes, sous le titre de Florilège de physique ou Éléments de physique, au profit des Grecs intelligents et studieux. Dans cet ouvrage se trouve la première explication en grec de la circulation sanguine, ainsi que les premières utilisations de mots scientifiques modernes inventés par Rigas pour l'occasion (« ανεμόμετρον, anémomètre », « πνευμονική αρτηρία, artère pulmonaire », voire « οριζοντικός, horizontal », etc.). L'ouvrage est lui aussi écrit en démotique selon un plan (proche de celui des catéchismes d'alors) : question simple/réponse simple afin de rendre compréhensibles au plus grand nombre les notions scientifiques les plus récentes.
La publication de cet ouvrage fut autant scientifique que politique. La science était considérée comme dangereuse dans l'Empire ottoman qui y voyait un des éléments du libéralisme. L'enseignement de la physique était même interdit dans les écoles grecques. Rigas, quant à lui, considérait que l'émancipation intellectuelle de ses concitoyens devait précéder leur émancipation politique :

« Tout patriote sensé est pris de pitié en constatant que les malheureux descendants d'Aristote et de Platon sont dépourvus de toute notion de philosophie. Aimant l'Hellade, je ne me suis pas contenté de pleurer sur l'état de ma Nation, mais j'ai voulu lui porter secours selon mes moyens. Travaillons tous, chacun selon ses forces, et ainsi seulement, aidée de tous les côtés, pourra renaître la nation hellénique. »
L'œuvre connut un grand succès en Grèce et dans les communautés de la diaspora à travers l'Europe. Toutes les écoles grecques en dotèrent leur bibliothèque.
L'ouvrage est dédié au baron autrichien philhellène Langerfeld.

##### Le Trépied moral
En 1797, Rigas publia les traductions de deux pièces de théâtre et d'un poème, réunis en un volume intitulé Le Trépied moral : L'Olympiade de l'Italien Pietro Metastasio, La Bergère des Alpes du Français Jean-François Marmontel et Le Premier matelot du Suisse Salomon Gessner, ce dernier texte traduit par Antoine Coronios,. L'Olympiade fut pour lui l'occasion de faire une liste des épreuves olympiques de l'antiquité et de préciser que certaines étaient encore pratiquées en Grèce. L'idée était ici, pour lui, de prouver la continuité entre la Grèce antique et la Grèce moderne, de rappeler la grandeur passée et de susciter des idées révolutionnaires. Dans son édition, le mot « liberté », utilisé quatre fois, est à chaque fois mis en gras. La traduction de La Bergère des Alpes lui permet d'insister sur une citation de l'académicien français : « l'amour sacré de la patrie » qu'il inscrit dans sa préface en majuscules,.
Le Trépied moral fut financé, comme les autres ouvrages de Rigas parus en 1797, par les riches Grecs de la diaspora. L'ouvrage est dédié à Stergius Hatziconsta qui assura probablement les frais de l'édition chez les frères Poulios qui publiaient le journal grec Ephiméris.

##### LesVoyages du jeune Anacharsis en Grèce.
La même année (1797), Rigas publia, toujours chez les frères Poulios, et toujours avec l'aide de riches Grecs de la diaspora, une traduction du quatrième tome des Voyages du jeune Anacharsis en Grèce de Jean-Jacques Barthélemy. Il y ajouta des commentaires personnels. Ses remarques archéologiques étaient caractéristiques de son époque, faites d'un mélange d'histoire classique et de mythologie.
Le ministre autrichien de la police, Pergen, écrivit à l'empereur François Ier : « Le Jeune Anacharsis a l'air tout à fait approprié pour montrer à la nation grecque la grandeur ancienne de sa patrie. […] Bien que le Voyage dans ses traductions française et allemande ne soit pas interdit, il n'en va pas de même de la traduction grecque qui semble être destinée à cela seul : à éveiller l'esprit de liberté chez les Grecs. Pour cette raison, j'ai donné ordre à la police de le saisir. »
Cette traduction peut donc être placée parmi les œuvres politiques de Rigas. Lui-même y accordait plus d'importance qu'aux autres traductions. Lorsqu'il tenta de rentrer en Grèce en 1798, il emporta avec lui tous les exemplaires disponibles, rangés avec ses œuvres révolutionnaires. Les autorités autrichiennes les saisirent donc avec le reste lors de son arrestation et les brûlèrent tous, ce qui fait que peu d'exemplaires nous sont parvenus. Ses commentaires et notes montraient la grandeur de la Grèce antique, la comparaient à la situation contemporaine sous la domination turque et insistaient sur la nécessité de l'émancipation.

#### LeThourios

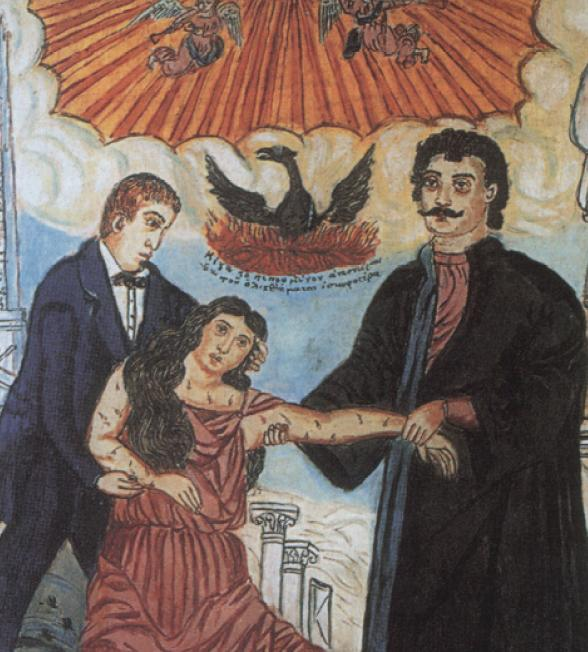
Rigas et Adamantios Coray aidant la Grèce à se relever.

En septembre 1796, Rigas récitait son Thourios (Chant de guerre en grec) à ses amis grecs de Vienne alors qu'il avait quitté Bucarest au début du mois précédent. La rédaction de l'œuvre a donc dû avoir lieu au début de l'année, à un moment où l'auteur était en contact étroit avec les agents républicains au service de la Révolution française. On sait qu'il s'accompagnait lors des séances où il chantait son hymne avec divers instruments de musique : il savait jouer du santouri et de la flûte. Rigas chantait donc régulièrement chez ces « disciples » cet hymne guerrier, accompagné de musique qu'il jouait lui-même. Les autres conspirateurs, comme pour les hymnes homériques, à leur tour l'apprenaient par cœur, paroles et musique, afin de le propager sans avoir à recourir à la copie, dangereuse à cause de la censure et de la répression. Il fut ainsi diffusé dans la diaspora et l'ensemble du monde grec.
Le Thourios reprend la tradition antique des péans. Il s'agit d'un chant de guerre de 126 vers. Le mot employé pour le titre (Thourios) n'était pas utilisé à l'époque de Rigas. Celui-ci l'emprunta aux dramaturges attiques Eschyle, Sophocle et Aristophane. Cet emprunt, contraire aux habitudes de Rigas d'écrire en démotique, réactualisa le terme qui passa dans la langue populaire en devenant synonyme de révolution et fit aussi le lien entre Antiquité et époque moderne.
Hormis l'emprunt au dialecte attique antique pour le titre, le reste du poème est écrit en démotique et dans une langue simple pour être compris de l'ensemble de la population. Il fut diffusé en version manuscrite à travers l'intégralité des Balkans. On trouve aujourd'hui cinq thèmes musicaux différents, provenant de diverses régions balkaniques, prévus pour accompagner le péan. Cette diversité prouve l'importance de la diffusion. Adamantios Coray écrivit lui aussi un Thourios, en Katharévousa, qui n'eut aucun succès. En 1798, les Souliotes chantaient le Thourios. Selon Pouqueville, le fils d'Ali Pacha de Janina écrivit à son père que les Épirotes qu'il affrontait chantaient « je ne sais quel hymne appelé la Marseillaise du Thessalien Rhigas ». Enfin, le retour des Français dans les Îles Ioniennes en 1807 fut accueilli au son de l'hymne.
Trois mille exemplaires du poème furent imprimés, toujours chez les frères Poulios, en deux nuits en novembre 1797, dans le plus grand secret, à huis clos. Rhigas les cacha ensuite chez lui puis il les distribua durant le mois suivant petit à petit à ses proches avec pour mission de les répandre dans la diaspora grecque. Le sacristain de l'église grecque de Budapest aurait voulu réaliser une nouvelle impression à partir de l'exemplaire qu'il avait reçu. Il serait allé demander l'autorisation au bureau de la censure de la ville. L'autorisation lui aurait été refusée, mais le fonctionnaire, grec, ne l'aurait pas dénoncé. Le sacristain se serait trouvé dans l'obligation de faire des copies manuelles afin de poursuivre la diffusion du poème.
Le Thourios commence par l'évocation de la situation de toutes les populations opprimées par le pouvoir arbitraire de l'Empire ottoman. Rigas ne s'adressait pas en effet qu'aux seuls Grecs, mais à l'ensemble des peuples balkaniques soumis au Sultan qui, selon lui, n'était plus imbattable. Il insistait sur la nécessaire tolérance religieuse pour unir tous les opprimés, musulmans inclus. Il s'adressait aussi aux Grecs de la diaspora, leur demandant de revenir se battre pour la liberté de leur patrie. Il rappelait enfin, à son habitude, les gloires passées des ancêtres.

### Œuvre politique et constitutionnelle
Les traductions et le Thourios, œuvres littéraires avaient un but politique, mais Rigas écrivit aussi des ouvrages directement politiques : une constitution, la Nouvelle Administration Politique, inspirée de la constitution de 1793 en France ; une Proclamation révolutionnaire où il insistait sur le droit légitime à l'insurrection contre les tyrans (comme la Révolution française en 1793).
Ses écrits permettent d'avoir une idée plus précise de ses idées politiques.

#### LaNouvelle Administration Politique

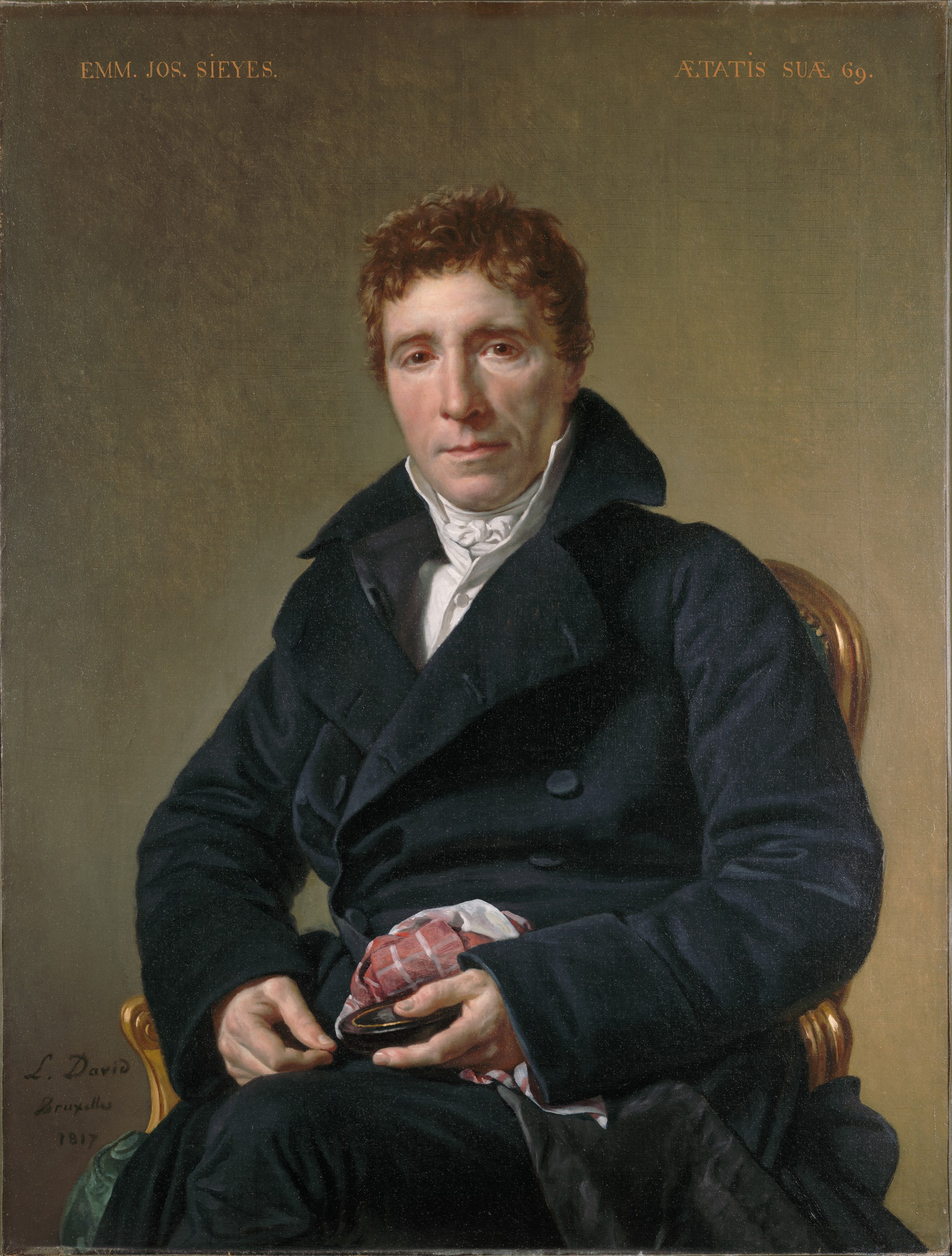
L'abbé Siéyiès.

Dans son Thourios (vers 27), Rigas écrit : « Car l'anarchie aussi ressemble à l'esclavage ». Aussi, il avait prévu une constitution pour son futur État libre de la domination ottomane. Elle s'inspirait très largement de la constitution française de 1793 dont elle était, à l'habitude de Rigas, une traduction remaniée et enrichie par le traducteur. Il s'inspira aussi du projet présenté par l'abbé Siéyiès à la Constituante de 1789, du projet proposé par Condorcet à la Convention ou de la constitution du Directoire. Ainsi, où la constitution de 1793 ne prévoyait qu'une chambre, Rigas en instituait deux : la « Voulé » des 500 et les Anciens (250 membres). Son pouvoir exécutif était confié à cinq Directeurs, remplacés par moitié (sic) tous les ans. Sur les 159 articles de la Constitution de 1793 en France, 61 sont traduits littéralement par Rigas, 86 de plus sont repris avec une légère adaptation et un développement, un quart seulement est modifié de façon substantielle. Les droits individuels, le suffrage et les égalités homme-femme ou nationaux-non nationaux sont ainsi plus développés.

À son habitude aussi, Rigas inventa des mots qui pour la première fois entrèrent dans le vocabulaire grec : « législation sociale (κοινωνική νομοθεσία) » ou « Corps Législatif (Νομοδοτικόν Σώμα) ». N'oubliant pas le public en grande majorité illettré à qui il destinait son ouvrage, il multiplia les notes en bas de page expliquant les termes difficiles, à commencer par « liberté » ou « tyrannie ».

Drapeau proposé par Rigas pour sa « République Hellénique ».

Le texte commence par une Déclaration des Droits de l'Homme de 35 articles, inspirée de la Déclaration des droits de l'homme et du citoyen de 1789. Suivent 114 articles consacrés au fonctionnement des institutions. Cette constitution devait s'appliquer à une république démocratique fonctionnant avec un scrutin proportionnel. Le texte affirmait l'égalité des citoyens devant la loi ; la liberté individuelle et nationale ; la liberté d'expression, de conscience, de religion, de réunion ; la sécurité des citoyens (avec l'interdiction des châtiments corporels) ; l'abolition de l'esclavage ; le respect de la propriété ; l'interdiction de l'usure ; la nécessaire résistance à la violence et à l'injustice. L'obligation scolaire, pour les garçons et les filles, y était prévue, ainsi que l'égalité homme-femme et le service militaire obligatoire pour les deux sexes. Rigas rendait aussi obligatoire la participation à la vie politique,.
Cette constitution devait fonctionner dans le cadre de ce que Rigas appelait la « République Hellénique » en hommage à la République française et à la « République athénienne de l'Antiquité ». Ce nouvel État devait englober tous les Balkans et même s'il s'appelait République Hellénique, les Grecs ne devaient pas avoir plus d'importance que les autres peuples de la région, puisque la représentation serait à la proportionnelle. Rigas, cependant, prévoyait que la langue officielle de cet État serait le grec, non par volonté d'hégémonie, précisait-il, mais parce qu'elle était une des plus répandues, à cause de la diaspora. Pour plus de clarté, l'article 53 de la Nouvelle Administration Politique reconnaissait le respect de toutes les langues et religions de toutes les populations du futur État : « Grecs, Bulgares, Albanais, Valaques, Arméniens, Turcs et toute autre population (art. 7) ». Rigas considérait en effet que même les populations turques étaient victimes de l'oppression du Sultan. L'État ainsi créé ne serait ni national au sens classique du terme (à cause de la diversité de ses populations), ni fédéral ou supranational car il ne voulait pas que les entités nationales qui le composeraient fussent reconnues en tant que telles. Rigas voulait un État « balkanique » où les membres auraient un « sentiment d'appartenance », une fidélité à cet État lui-même qui transcenderait les diversités nationales, ethniques ou linguistiques. Il était typiquement dans l'idéologie jacobine qui avait influencé sa Nouvelle Administration Politique,.

#### LeVade mecum militaire
Il s'agit ici à nouveau d'une traduction, celle de l'ouvrage Maximes de guerre du maréchal autrichien von Khevenhüller. Rigas comprenait la nécessité d'une armée organisée en vue de l'indépendance grecque, puis pour l'existence même du futur État, mais aussi le rôle déterminant de l'armée dans la formation et l'entretien du sentiment national. Traduire ce manuel d'instruction militaire aiderait à préparer une véritable force armée, mieux organisée que les klephtes et capables d'affronter l'armée ottomane.

### Les images

#### Le portrait d'Alexandre

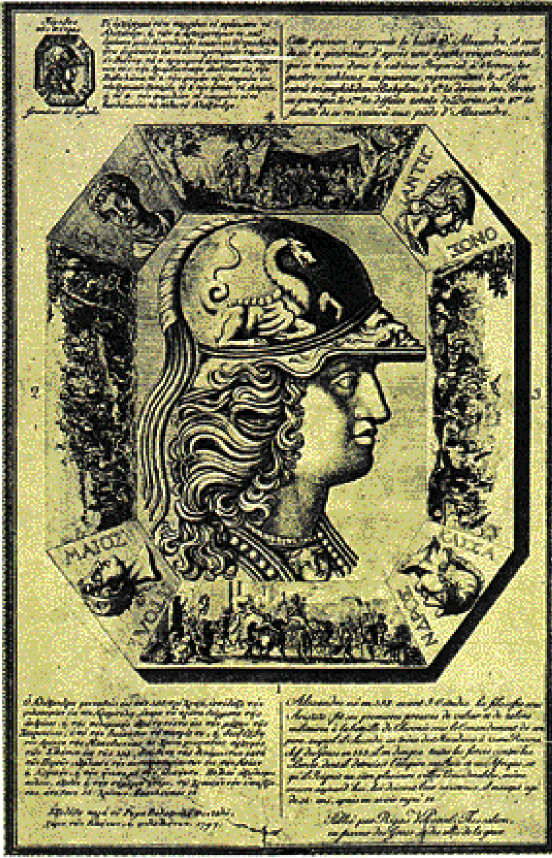
Le portrait d'Alexandre le Grand

En 1797, il fit imprimer sur une grande feuille (45 cm sur 29 cm) un portrait d'Alexandre le Grand, d'après « un chaton oriental rouge qui se trouve au cabinet impérial de Vienne » selon Rigas, accompagné de ses quatre principaux généraux (Antigone, Séleucos, Cassandre et Ptolémée). Quatre « exploits » d'Alexandre y sont aussi représentés : entrée triomphale à Babylone, fuite des Perses au Granique, défaite de Darius et la famille de Darius aux pieds d'Alexandre. Les textes de cette publication étaient rédigés en grec et en français afin d'atteindre aussi le public philhellène.
Ce portrait était conçu comme un complément de la Carte de Grèce et avait un but de propagande nationale pour réveiller la conscience du peuple. Rigas, dans sa déposition devant son juge autrichien, expliqua que cette chalcographie avait été tirée à 1 200 exemplaires dont une partie avait été distribuée gratuitement aux Grecs de la diaspora à Vienne et le reste envoyé à Bucarest pour être vendu dans les provinces danubiennes et en Grèce au prix de vingt couronnes.

#### LaCarte de Grèce

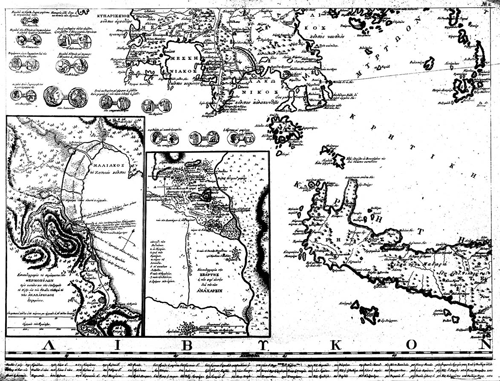
La carte de Grèce par Rigas (détail).

À partir de 1796, alors qu'il était à Vienne, Rigas publia une carte de Grèce (Χάρτα της Ελλάδoς), la première publiée en alphabet grec, prévue au départ pour illustrer sa traduction des Voyages du jeune Anacharsis en Grèce du Français Jean-Jacques Barthélemy. Cette immense carte est composée de douze feuilles qui jointes forment un ensemble de quatre mètres carrés (208 cm sur 208 cm). Le centre de la carte est la Thessalie, plus précisément même, la région natale de Rigas. Elle inclut Constantinople, la Valachie, la Bosnie, la Serbie et l'Albanie actuelles. La Grèce ainsi décrite comprend en fait l'ensemble des Balkans et la Roumanie. La langue de cette entité devait être le grec, élément de base de la définition de la nationalité pour Rigas. En 1800, Ánthimos Gazís, en publia une version simplifiée appelée Pinax Geographikos de dimensions plus modestes (104 × 102 cm), en y ajoutant la Grande-Grèce et Chypre,.
Le modèle cartographique français fut utilisé pour les représentations. Rigas s'est inspiré des travaux de Guillaume Delisle (sa Graeciae Antiquae Tabula nova de 1707), sauf pour les deux régions qu'il connaissait le mieux : sa Magnésie natale et la Moldavie-Valachie. La carte insiste sur la Grèce antique : seule l'histoire antique y est représentée par ses lieux les plus symboliques : Athènes, Sparte, Olympie, Delphes, Salamine, Platées, les Thermopyles. Cette antiquité, reprise de Delisle est une antiquité « grecque » qui cherche à transformer la domination de Rome sur la région en une expansion de l'hellénisme. Rigas y a ajouté un cartouche consacré à Phères et aux sites archéologiques qu'il avait visités dans sa jeunesse autour de Velestíno. Ainsi, il insistait sur le lien voire la continuité qui, selon lui, devait exister entre l'Antiquité et la période moderne. La première feuille publiée fut un plan de Constantinople. Elle est illustrée de six pièces de monnaie : trois de l'antiquité et trois de la période byzantine. Elles sont le signe de la continuité. On y voit aussi un lion endormi [symbolisant les Grecs] sur le dos duquel se trouvent les symboles du pouvoir du Sultan. Aux pieds de ce lion, la massue d'Héraclès dont le lion [les Grecs] pourrait [pourraient] se saisir dès son [leur] réveil et qu'il [ils] aurait [auraient] secoué le joug ottoman. La massue est omniprésente sur la carte : elle est face à une hache (symbole perse) brisée à Marathon, Salamine, au cap Mycale et au Granique ; elle est sur les monnaies de Zante, Thèbes ou Nicopolis[Laquelle ?] ; elle symbolise la puissance intellectuelle grecque (sur la feuille 10) à côté de la liste des cent quarante grands hommes de l'Antiquité. Rigas se proposa même de l'inclure dans le drapeau tricolore qu'il prévoyait pour son nouvel État grec. Ce drapeau, à trois bandes horizontales (rouge, blanche et noire) était copié sur le premier drapeau instauré en France par la Convention en octobre 1790, lui aussi à trois bandes horizontales. Sur la massue devaient figurer les trois mots « Liberté-Égalité-Fraternité ». Le choix d'Hercule était  lié au fait qu'il était un des héros antiques les plus connus et permettait de faire un lien direct très fort dans l'esprit des Grecs, instruits ou non, avec les racines antiques. Il était aussi un des héros grecs les plus connus et utilisés en Occident. Là, il permettait de se concilier les opinions intellectuelles occidentales. De plus, depuis l'été 1789, Hercule avait été récupéré (médailles ou Jacques Louis David) pour symboliser le peuple français. Rigas reprenait la même symbolique pour le peuple grec.
Huit des onze plans présents sur la carte sont des copies fidèles empruntées au Recueil des Cartes Géographiques, plans, vues et médailles de l'ancienne Grèce relatifs aux Voyages du jeune Anacharsis publié en 1788 par Barbié du Bocage, comme le théâtre antique de la feuille n°7. Le plan de Phères est de Rigas lui-même. Le plan de Constantinople est emprunté à Zisla, celui du Sérail à Aubert Tardieu-Benedicti,. Il y a le plus souvent un rapport étroit entre les monnaies et la région représentées sur une feuille de cette carte. Sur la feuille « Constantinople », les six monnaies racontent l'histoire de la ville depuis sa fondation comme colonie de Mégare jusqu'au dernier chrysobulle de Constantin XI Paléologue. Les monnaies sur la feuille illustrant le Péloponnèse du sud sont celles correspondant à la carte voisine illustrant le Péloponnèse du nord. Mais, sur les trois derniers feuillets, les monnaies n'ont aucun rapport avec la région représentée. Il semblerait que Rigas, pressé de terminer, ait négligé de développer le lien. De même, la plupart des monnaies présentées sont tirées de l'ouvrage de numismatique du directeur du musée impérial de Vienne, Joseph Eckel, sauf sur les trois dernières feuilles, où elles sont inspirées du livre de numismatique de Johann Matthias Gesner paru en 1738. En fait, dans ces derniers cas, les types sont « inventés ». Il semblerait que Rigas ait commencé par illustrer sa carte avec des monnaies soit « fantaisistes » soit adaptées en fonction de son but politique, au-delà des erreurs d'attribution. Ainsi, pour les monnaies d'Abydos en Troade, celles de Sestos ou celles d'Éphèse, le droit, qui aurait dû représenter l'empereur romain est omis. Rigas s'est contenté de représenter le revers, qui portait les symboles locaux, parfois en mélangeant différents revers de différentes époques. Il insistait ainsi sur l'aspect grec, même dans l'empire romain. Cet état de fait est aussi caractéristique de la façon dont Rigas a travaillé. Il a d'abord dessiné ce qu'il voulait et lorsqu'il est arrivé à Vienne et a fréquenté le Cabinet des médailles et son directeur, Eckel, il a corrigé ses erreurs les plus flagrantes, mais il n'a pas eu le temps de finir son travail.
La carte circula alors rapidement en Grèce et dans la diaspora.

#### Les autres cartes
Rigas fit aussi paraître en 1797 deux autres petites cartes : l'une de Valachie dédiée à Alexandre Ypsilántis avec son portrait ; l'autre de Moldavie dédiée à Alexandre Kallimachis avec une épigramme en grec ancien. Chacun des deux hommes en avait financé la publication.

## Postérité
En Grèce, depuis l'indépendance du pays, Rigas incarne un double symbole : celui de l'homme des Lumières et celui du combattant de la Liberté. Le plus souvent, l'aspect combattant patriote ayant sacrifié sa vie était mis en avant. On en faisait le « saint de la patrie ». Insister sur le patriote Rigas permettait d'évacuer son aspect révolutionnaire et surtout balkanique. Rigas le balkanique fut récupéré par les communistes, ainsi l'historien et membre du premier Comité central du KKE, Y. Kordatos. Celui-ci faisait de Rigas un précurseur de l'unité balkanique grâce au mouvement communiste international,. Au XIXe siècle, Rigas était avant tout vu comme un poète (son Thourios) ou un géographe précurseur de la Grande Idée, mais son œuvre constitutionnelle n'était que rapidement évoquée car bien trop radicale, inspirée de la constitution jacobine française de 1793.

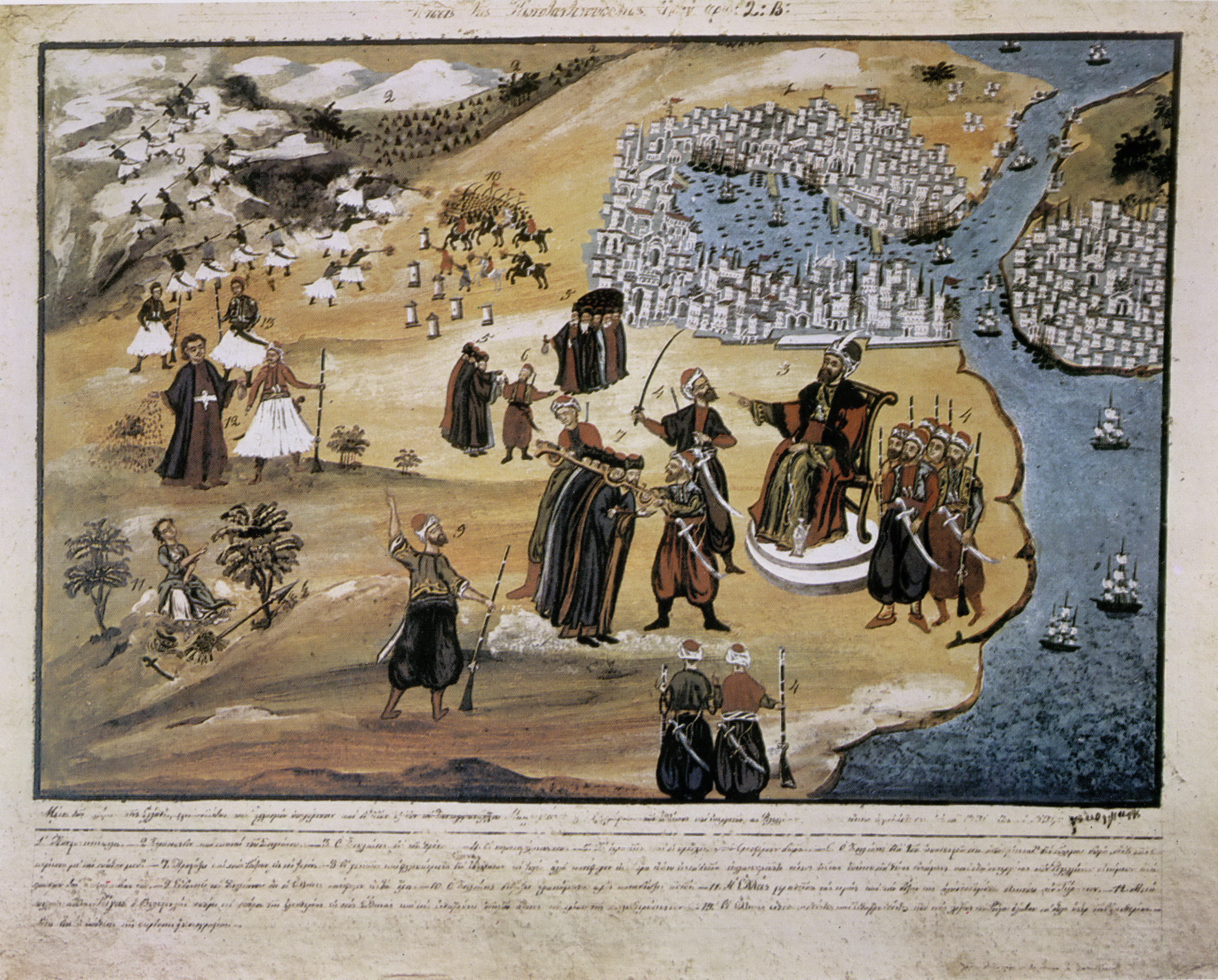
La Chute de Constantinople, Panayotis Zografos sur les indications de Makriyannis.
On y voit Rigas, à gauche, au milieu, en train de semer.

Rigas est considéré comme un précurseur de la guerre d'indépendance grecque ou comme un «proto-martyr du mouvement d'indépendance». Son Thourios, sa Carte et sa constitution ont contribué à l'éveil du sentiment national grec. Il fut décisif dans le changement d'attitude des Grecs quant à la route à prendre pour obtenir leur libération. Il réussit à les convaincre de ne plus attendre une improbable aide extérieure, mais de ne compter que sur leurs propres moyens. Ainsi, sur la gravure Chute de Constantinople commandée par Makriyannis à Panayotis Zografos, le général de la guerre d'indépendance fait écrire : « Les Grecs, encouragés par les paroles de Rhigas ont pris les armes en faveur de la liberté ». Theodoros Kolokotronis, dans ses propres Mémoires écrit que « son encre sera aussi précieuse devant Dieu que son sang est sacré ».
Le Thourios fut chanté par les combattants de la guerre d'indépendance ; Alexandre Ypsilántis en fit l'hymne de son armée dans les principautés danubiennes.
À partir de 1838, date de l'instauration de la fête nationale grecque commémorant le soulèvement du 25 mars 1821, des poèmes furent écrits et récités chaque année. Ils étaient le plus souvent dédiés à Rigas. En 1842, la pièce de théâtre Rigas le Thessalien du tragédien I. Zambélios (écrite à Corfou en 1833) aurait dû être montée à Athènes. Elle mettait directement en cause les autorités autrichiennes dans la mort de Rigas. L'ambassadeur d'Autriche intervint pour en obtenir l'interdiction. Le gouvernement du roi Othon, alors dominé par une régence bavaroise, y consentit bien volontiers. Le parallèle politique entre l'Autriche et la Bavière qui contrôlait alors le pays avait en effet immédiatement été fait par les opposants au régime. Lorsque les revendications pour une constitution montèrent en 1843, pour aboutir au coup d'État du 3 septembre 1843, la mémoire de Rigas, sa Nouvelle constitution politique et ses idées révolutionnaires furent à nouveau invoquées. L'écrivain Georgios Tertsetis écrivit à cette occasion, dans son éphémère journal (intitulé Rhigas) : « Nous sommes tous des enfants de Rhigas ». Lorsque l'insurrection de 1864 chassa Othon du trône, un mouvement regroupant les hommes politiques les plus libéraux du pays se choisit « Rhigas » comme nom. Il y eut aussi un mouvement « Rhigas » à Corfou en 1871, dédié à l'éducation des « classes ouvrières » ou un mouvement « Rhigas » à Athènes entre 1875 et 1879, avec comme programme le rejet de la monarchie et une union transbalkanique.
L'image de Rigas s'effaça un peu à la fin du XIXe siècle et au début du XXe siècle. Il était encore source d'inspiration, mais pour des poètes mineurs. En 1888, le dramaturge Proveléggios mit ces mots dans la bouche de Rigas s'adressant à la Grèce symbolisée par une jeune femme :

« Je t'ai aimé tel un héros qui va, intrépide
Sauver sa patrie - belle princesse-
Du dragon tyran, qui la fait souffrir depuis des années. »
Rigas fut à nouveau utilisé par la politique et la littérature autour des guerres balkaniques. Kostís Palamás (à qui on doit les paroles de Hymne olympique) écrivait du Thourios en 1912 :
« Ces vers sont bien plus des clameurs que de vrais vers ! Ils n'abondent pas en idées […] mais ils constituent eux-mêmes dans leur totalité une idée : la Liberté ! Ils ne nous éblouissent pas par des images. Mais dès que nous les déclamons […] surgit avec eux devant nous une seule image, l'esclavage. Rhigas n'est pas […] le créateur rêveur de rythmes et d'harmonies. Son grand et unique rêve est la résurrection de la Patrie panhellénique. » Le poète (mineur) Spyros Matsoukas lui dédia un poème et surtout lança une vaste souscription pour lui ériger une statue dans sa ville natale, Velestíno. Elle fut achevée en 1924.

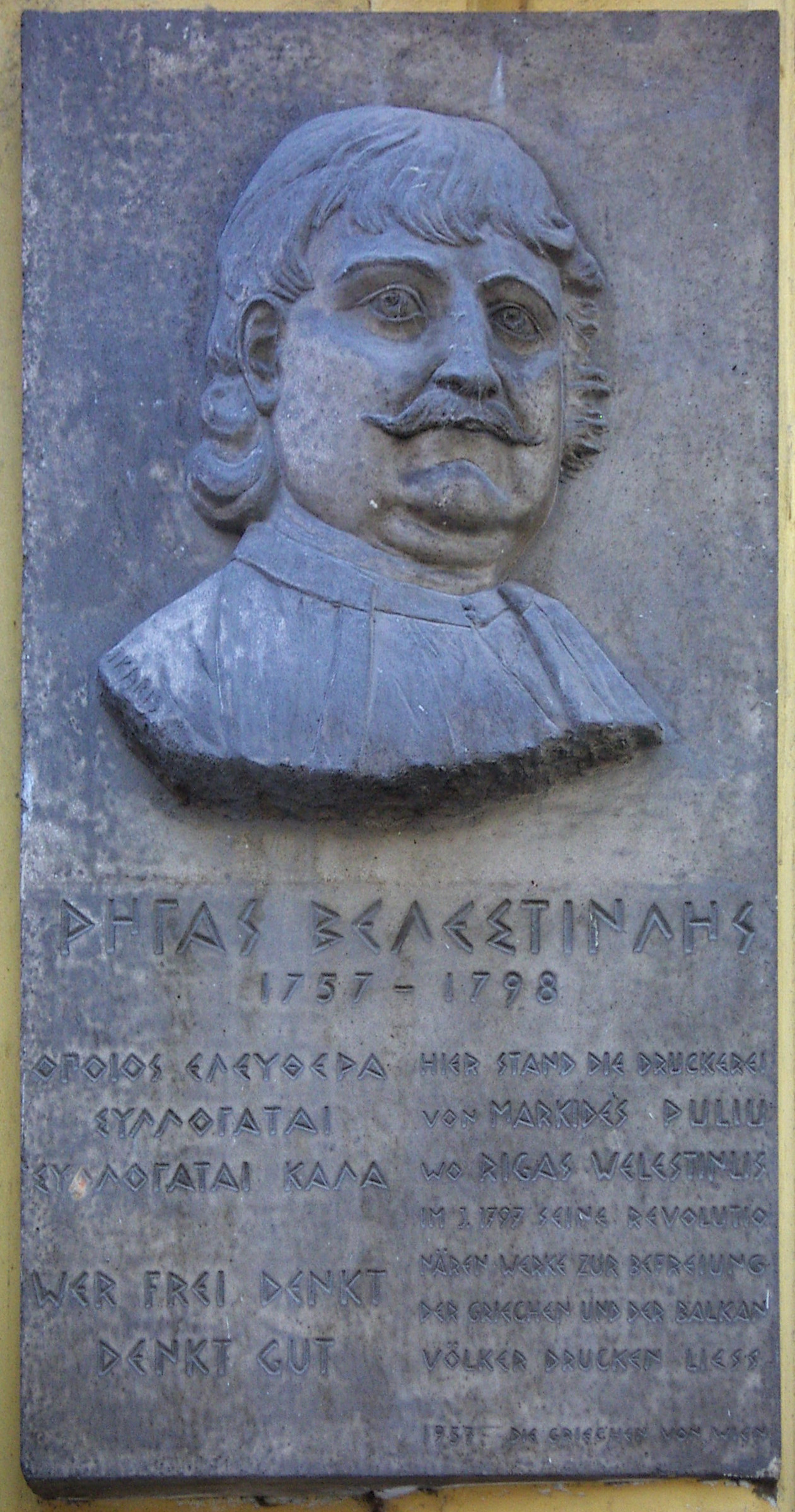
La plaque à Vienne.

Lorsque la Grèce se rapprocha de la Serbie dans les années 1870, pour faciliter les relations, Belgrade donna le nom de Rigas à une de ses rues. Bucarest en Roumanie a aussi une rue à son nom : c'est celle où on pense qu'il a habité durant son séjour dans cette ville. L'Autriche, devenue républicaine, fit de même en 1930 pour une rue de Vienne. Une plaque fut posée à la mémoire du « grand poète hellène et martyr de la liberté ». Le discours du maire de la ville exprima la volonté d'effacer un crime historique.
La dictature de Metaxas fit elle aussi interdire en 1937 une représentation d'une pièce en l'honneur de Rigas, écrite par Vassilis Rotas, un dramaturge communiste, en 1927. Cependant, l'année suivante, les élèves d'un collège de Volos osèrent la jouer. Cette pièce fut ensuite régulièrement montée, par les prisonniers politiques, dans les prisons ou sur les îles des Cyclades où ils avaient été envoyés en exil, sur Anafi en 1941 ou sur Makronissos. Elle fut aussi montée dans les montagnes, lors de la guerre civile grecque, par les militants communistes, pour commémorer l'indépendance. Pendant la dictature des colonels en Grèce (1967-1973), une célèbre organisation contre la dictature portait son nom.

### Ouvrages de Rigas

#### Traductions
- Σχολεῖον τῶν ντελικάτων ἐραστῶν. (L'École des amants délicats. Livre moral contenant le récit d'événements curieux auxquels furent mêlées les plus jolies femmes de Paris qui vécurent pendant ce siècle.), (Rétif de la Bretonne, Les Contemporaines.), Baumeister, Vienne, 1790.
- Φυσικῆς Ἀπάνθισμα. (Florilège de physique, ou Éléments de physique, au profit des Grecs intelligents et studieux.), (Diderot et D'Alembert, Encyclopédie ou Dictionnaire raisonné des sciences, des arts et des métiers), Vienne, 1790.
- Νέoς Ἀνάχαρσις. (quatrième tome des Voyages du jeune Anacharsis en Grèce. de Jean-Jacques Barthélemy), Frères Poulios, Vienne, 1797.
- Le Trépied moral, Frères Poulios, Vienne, 1797 ; comprenant :
  - L'Olympiade. de Pietro Metastasio.
  - La Bergère des Alpes. de Jean-François Marmontel.
  - Le Premier matelot de Salomon Gessner.

#### Poème
- Thourios ou Hymne patriotique., Frères Poulios, Vienne, 1797. Lire sur Gallica

#### Ouvrages politiques
- Nouvelle Administration Politique, Vienne, 1797.
- Vade mecum Militaire, Vienne, 1797.

#### Ouvrages sur Rigas

##### Sources anciennes
- (fr) Claude Fauriel, Chants populaires de la Grèce moderne, recueillis et publiés avec une traduction française, des éclaircissements et des notes., Firmin Didot, 1824-1825.
- (fr) C. Nicolopoulo, Notice sur la vie et les écrits de Rhigas, l'un des principaux auteurs de la révolution qui a pour but l'indépendance de la Grèce., Paris, 1824.
- (el) Christóphoros Perrevós, Souvenirs de guerre., Athènes, 1836.
- (el) Christóphoros Perrevós, Biographie de Rigas Féréos., Athènes, 1860.
- (fr) Émile Legrand, Documents inédits concernant Rhigas Vélestinlis et ses compagnons de martyre, tirés des archives de Vienne, Paris, 1892tirage à part de l'Annuaire de la Société historique de Grèce.
- (el) C. Amantos, Ἀνέκδοτα ἔγγραφα περὶ Ρήγα Βελεστινλῆ., Athènes, 1930. (Nouveaux documents tirés des archives viennoises.)
- A Dascalakis, Rhigas Vélestinlis : La Révolution française et les préludes de l'Indépendance hellénique, Paris, 1937
- (fr) et (el) A. Dascalakis, Les Œuvres de Rhigas Vélestinlis. Étude bibliographique suivie d'une réédition critique avec traduction française de la brochure révolutionnaire confisquée à Vienne en 1797., Paris, 1937.

##### Ouvrages plus récents
- (fr) Actes du colloque international Unesco, Rhigas Vélestinlis : 1757-1798 : Intellectuel et combattant de la Liberté, 12 et 13 décembre 1998, Editions Desmos, 2002.  (ISBN 2-911427-23-8).
- (el) Georges Contogeorgis, Η Ελληνική δημοκρατία του Ρήγα Βελεστινλή, Paroussia, Athènes, 2008, 279 p.  (ISBN 9789606652080)
- (fr) et (el) Rhigas Vélestinlis (trad. Dimitris Pantélodimos, préf. Dimitris Karabéropoulos), Œuvres révolutionnaires : Proclamation révolutionnaire ; Les Droits de l'homme ; La Constitution ; Thourios, Chant de Guerre, Athènes, Société scientifique des Études sur Phères - Velestíno - Rhigas, 2002 (ISBN 9608745829).
- (fr) Dimitris Karabéropoulos, « Introduction », dans Rhigas Vélestinlis, Œuvres révolutionnaires, Athènes, Société scientifique des Études sur Phères - Velestíno - Rhigas, 2002 (ISBN 9608745829).
- (el) Pascal M. Kitromilidis, H Γαλλική Eπανάσταση και η Noτιoανατολική Eυρώπη. (La Révolution française et l'Europe du Sud-Est.), Poreia, Athènes, 1990.
- (el) Pascal M. Kitromilidis, Pήγας Bελεστινλής. Θεωρία και πράξη. (Rhigas Vélestinlis. Théorie et pratique.), Athènes, 1998.
- Anna Tabaki, « Il polittico delle traduzioni di Rigas nell’ambito dell’Illuminismo neogreco », Rigas Fereos. La rivoluzione, la Grecia, i Balcani, a cura di Lucia Marcheselli Loukas, Trieste, Lint, 1999, pp. 82–95.
- Anna Tabaki, « Historiographie et identité nationale dans le sud-est de l’Europe (XVIIIe siècle-début du XIXe). Antiquité et Byzance dans l’exemple grec », Cromohs, n° 13, 2008. lire en ligne
- Anna Tabaki, « Rhigas Vélestinlis entre les Lumières et le Romantisme », Actes du Colloque International "Rhigas Vélestinlis (1757-1798) intellectuel et combattant de la Liberté"  (Paris, Palais de l'UNESCO, 12-13 décembre 1998), Παρίσι, UNESCO/ Éditions Desmos, 2002, pp. 41–49.
- (en) Victor Roudometof, « From Rum Millet to Greek Nation: Enlightenment, Secularization, and National Identity in Ottoman Balkan Society, 1453–1821 », Journal of Modern Greek Studies., 1998. lire en ligne
- (en) Gonda Van Steen, « Forgotten Theater, Theater of the Forgotten: Classical Tragedy on Modern Greek Prison Islands », Journal of Modern Greek Studies, Volume 23, n°2, octobre 2005.

#### Ouvrages généraux
- (en) Richard Clogg, A Concise History of Greece, Cambridge, Cambridge University Press, 1992 (ISBN 9780521004794, présentation en ligne) autre  (ISBN 0-521-37830-3)
- (fr) Apostolos Vacalopoulos, Histoire de la Grèce moderne, Horvath, 1975, 330 p. (ISBN 2-7171-0057-1)